# Historique du parcours européen et international des clubs français de football
 (juin 2025).
Cet article retrace et présente les différentes performances européennes et internationales des clubs français de football.

## Introduction
Depuis 1955, trente-six clubs français ont évolué en Coupe d'Europe. Ils peuvent y participer chaque année suivant leurs résultats de la saison précédente en championnat ou dans les différentes coupes nationales.
Jusqu'aux années 1980, peu de clubs français vont au-delà de simple premier ou second tour et la participation à une demi-finale ou une finale est vécue comme une « épopée », telle que l'« épopée des Verts » de Saint-Étienne en 1976. Avec les performances de l'équipe nationale, victorieuse de l'Euro 1984 et demi-finaliste des Coupe du monde de football de 1982 et 1986, les clubs atteignent plus régulièrement le dernier carré et la période faste se déroule dans les années 1990 avec les victoires de l'Olympique de Marseille en C1 et du Paris Saint-Germain en C2 ainsi que la participation à cinq autres finales. La décennie 2000 fournit chaque année un nombre important de club français participants, mais là aussi, peu sont ceux qui brillent malgré l'hégémonie nationale de l'Olympique lyonnais sur cette période, qui ne se concrétise par aucun succès européen.
Ainsi le bilan en trophées remportés montre un décalage entre le niveau théorique du football français et de son application sur le terrain (5e nation UEFA en 2011, pour une 10e place en nombre de trophées UEFA remportés), ceci malgré les périodes de succès sportif de certains de ses clubs tel que le Stade de Reims, l'AS Saint-Étienne, l'Olympique de Marseille ou l'AS Monaco. Dès 2001, la Ligue nationale de football explique ce décalage par un manque de moyen économique, financier ou juridique vis-à-vis de ses concurrents. L'argument d'un manque de « culture de la gagne » est aussi parfois avancée pour tenter d'expliquer ce phénomène.

## Compétitions UEFA

### Historique

#### Années 1950
Seule la Coupe des clubs champions est organisée par l'UEFA durant cette décennie. Les meilleures performances sont deux finales de Coupe des clubs champions disputées par le Stade de Reims en 1956 et 1959.
En 1956, le Stade de Reims dispute sept matchs de C1 et perd la finale contre le Real Madrid sur le score de 3-4, menant 2-0 à la 11e minute puis 3-2 à la 62e. Ce match se joue devant plus de 38 000 spectateurs au Parc des Princes de Paris.
En 1957, l'OGC Nice est le représentant français en C1. Il passe les seizièmes de finale, puis dispute trois matchs pour le compte des huitièmes; les matchs aller-retour se soldent par une égalité parfaite, un match d'appui est organisé au Parc des princes où les Niçois battent les Glasgow Rangers sur le score de 3-1. Le Real Madrid les élimine en quarts.
En 1958, l'AS Saint-Étienne sort dès son premier tour de C1, éliminé par les Glasgow Rangers (3-1/2-1, score cumulé 3-4).
En 1959, le Stade de Reims dispute deux matchs de plus pour atteindre sa deuxième finale en quatre ans, soit un total de neuf matchs. L'adversaire est toujours le Real Madrid mais le scénario rend la défaite par 0-2 moins amère.
| Saisons   | Clubs            | Coupe des clubs champions européens (C1) |
| --------- | ---------------- | ---------------------------------------- |
| 1955-1956 | Stade de Reims   | Finale (Real Madrid CF)                  |
| 1956-1957 | OGC Nice         | Quart de finale (Real Madrid CF)         |
| 1957-1958 | AS Saint-Étienne | Premier tour (Rangers FC)                |
| 1958-1959 | Stade de Reims   | Finale (Real Madrid CF)                  |

Entre parenthèses le dernier club rencontré dans la compétition.

#### Années 1960

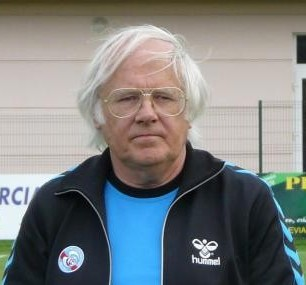
Gilbert Gress fait partie de l'effectif strasbourgeois en 1966-1967.

La Coupe d'Europe des clubs champions et la Coupe d'Europe des vainqueurs de coupe dont la première édition a lieu en 1960-1961 sont les deux compétitions auxquelles les clubs français participent. La meilleure performance est une demi-finale de Coupe des coupes disputée par l'Olympique lyonnais en 1964.
En 1960, l'OGC Nice réalise au match près le même scénario que lors de sa campagne en C1 1957. Deux adversaires changent mais ils disputent toujours trois matchs pour le compte des huitièmes (aller/retour et match d'appui) et sont de nouveau éliminés par le Real Madrid en quarts.
En 1961, le Stade de Reims réalise sa campagne la moins aboutie en terminant huitième de finaliste de C1. Aucun club français ne dispute la Coupe des coupes en 1961.
En 1962, pour la première fois deux clubs français sont engagés en compétition UEFA. L'AS Monaco et le CS Sedan sont respectivement sortis dès le premier tour de la C1 et de la C2 par les Glasgow Rangers et l'Atlético de Madrid,.
En 1963, le Stade de Reims élimine l'Austria Vienne en seizième de finale de C1 sur un score cumulé de 7-3 et tombe en huitième contre les Hollandais du Feyenoord Rotterdam. L'AS Saint-Étienne réalise une performance identique en étant éliminés en huitième de C2,.
En 1964, l'AS Monaco est le représentant français en Coupe des clubs champions dont le seizième aller AS Monaco-AEK Athènes se solde sur un score de 7-2. Les monégasques sont éliminés par l'Inter Milan le tour suivant dont le match retour se dispute au Stade Vélodrome de Marseille. En C2, l'Olympique lyonnais élimine l'OB Odense, l'Olympiakos Le Pirée et le Hambourg SV. Ils sont éliminés par le Sporting Portugal en demi-finale en match d'appui sur le score de 0-1,.
En 1965, l'AS Saint-Étienne est éliminé dès le premier tour de C1 par le club suisse du FC La Chaux-de-Fonds et en C2 l'Olympique lyonnais par le FC Porto,.
En 1966, le football breton est à l'honneur. Le FC Nantes participe à sa première C1 et le FK Partizan Belgrade les élimine au premier tour. En C2, le Stade rennais ne connait pas un sort plus favorable face aux Tchèques du Dukla Prague,.
En 1967, les mêmes Nantais tombent en huitième de C1 face au Celtic Glasgow sur un score cumulé de 2-6. Le RC Strasbourg dispute quatre matchs de C2 et est éliminé par le Slavia Sofia,.
En 1968, les rivaux stéphanois et lyonnais sont les représentants français en coupes d'Europe. Les premiers cités finissent huitième de finaliste de C1 à la suite de leur élimination par le Benfica Lisbonne ; les seconds sont quart de finaliste de C2 à la suite de leur élimination en match d'appui par le Hambourg SV,.
La décennie se termine en 1969 par les performances de seizième de finaliste de l'AS Saint-Étienne et des Girondins de Bordeaux respectivement en Coupe des clubs champions et en Coupe d'Europe des vainqueurs de coupe,.
Récapitulatif des années 1960
| Saison    | Clubs participants     | Ligue des champions                   | Coupe des coupes                  | Coupe UEFA                          | Coupe Intertoto |
| 1959-1960 | OGC Nice               | Quart de finale (Real Madrid)         | -                                 | -                                   | -               |
| 1959-1960 | Olympique lyonnais     | -                                     | -                                 | Premier tour (Inter Milan)          | -               |
| 1960-1961 | Stade de Reims         | Premier tour (Burnley FC)             | -                                 | -                                   | -               |
| 1960-1961 | Olympique lyonnais     | -                                     | -                                 | Premier tour (Cologne XI)           | -               |
| 1961-1962 | AS Monaco              | Tour préliminaire (Glasgow Rangers)   | -                                 | -                                   | -               |
| 1961-1962 | CS Sedan               | -                                     | Premier tour (Atlético de Madrid) | -                                   | -               |
| 1961-1962 | Olympique lyonnais     | -                                     | -                                 | Premier tour (Sheffield Wednesday)  | -               |
| 1961-1962 | RC Strasbourg          | -                                     | -                                 | Premier tour (MTK Hungária)         | -               |
| 1962-1963 | Stade de Reims         | Quart de finale (Feyenoord Rotterdam) | -                                 | -                                   | -               |
| 1962-1963 | AS Saint-Étienne       | -                                     | Second tour (FC Nuremberg)        | -                                   | -               |
| 1962-1963 | Olympique de Marseille | -                                     | -                                 | Premier tour (Union Saint-Gilloise) | -               |
| 1963-1964 | AS Monaco              | Second tour (Inter Milan)             | -                                 | -                                   | -               |
| 1963-1964 | Olympique lyonnais     | -                                     | Demi finale (Sporting Lisbonne)   | -                                   | -               |
| 1963-1964 | RC Paris               | -                                     | -                                 | Premier tour (Rapid Vienne)         | -               |
| 1964-1965 | AS Saint-Étienne       | Premier tour (FC La Chaux-de-Fonds)   | -                                 | -                                   | -               |
| 1964-1965 | Olympique lyonnais     | -                                     | Premier tour (FC Porto)           | -                                   | -               |
| 1964-1965 | RC Strasbourg          | -                                     | -                                 | Quart de finale (Manchester United) | -               |
| 1964-1965 | Stade français         | -                                     | -                                 | Second tour (Juventus Turin)        | -               |
| 1964-1965 | Girondins de Bordeaux  | -                                     | -                                 | Premier tour (Borussia Dortmund)    | -               |
| 1965-1966 | FC Nantes              | Premier tour (Partizan Belgrade)      | -                                 | -                                   | -               |
| 1965-1966 | Stade rennais          | -                                     | Premier tour (Dukla Prague)       | -                                   | -               |
| 1965-1966 | RC Strasbourg          | -                                     | -                                 | Premier tour (Milan AC)             | -               |
| 1965-1966 | Girondins de Bordeaux  | -                                     | -                                 | Premier tour (Sporting Lisbonne)    | -               |
| 1965-1966 | Stade français         | -                                     | -                                 | Premier tour (FC Porto)             | -               |
| 1966-1967 | FC Nantes              | Second tour (Celtic Glasgow)          | -                                 | -                                   | -               |
| 1966-1967 | RC Strasbourg          | -                                     | Second tour (Slavia Sofia)        | -                                   | -               |
| 1966-1967 | Girondins de Bordeaux  | -                                     | -                                 | Second tour (La Gantoise)           | -               |
| 1966-1967 | Toulouse FC            | -                                     | -                                 | Second tour (Dinamo Pitești)        | -               |
| 1966-1967 | OGC Nice               | -                                     | -                                 | Premier tour (Örgryte IS)           | -               |
| 1967-1968 | AS Saint-Étienne       | Second tour (Benfica Lisbonne)        | -                                 | -                                   | -               |
| 1967-1968 | Olympique lyonnais     | -                                     | Quart de finale (Hambourg SV)     | -                                   | -               |
| 1967-1968 | Girondins de Bordeaux  | -                                     | -                                 | Second tour (Athletic Bilbao)       | -               |
| 1967-1968 | OGC Nice               | -                                     | -                                 | Premier tour (ACF Fiorentina)       | -               |
| 1968-1969 | AS Saint-Étienne       | Premier tour (Celtic Glasgow)         | -                                 | -                                   | -               |
| 1968-1969 | Girondins de Bordeaux  | -                                     | Premier tour (FC Cologne)         | -                                   | -               |
| 1968-1969 | Olympique lyonnais     | -                                     | -                                 | Second tour (Vitória Setúbal FC)    | -               |
| 1968-1969 | OGC Nice               | -                                     | -                                 | Premier tour (FC Hansa Rostock)     | -               |
| 1968-1969 | Olympique de Marseille | -                                     | -                                 | Premier tour (Göztepe GK)           | -               |
| 1968-1969 | FC Metz                | -                                     | -                                 | Premier tour (Hambourg SV)          | -               |

Entre parenthèses le dernier club rencontré dans la compétition.

#### Années 1970

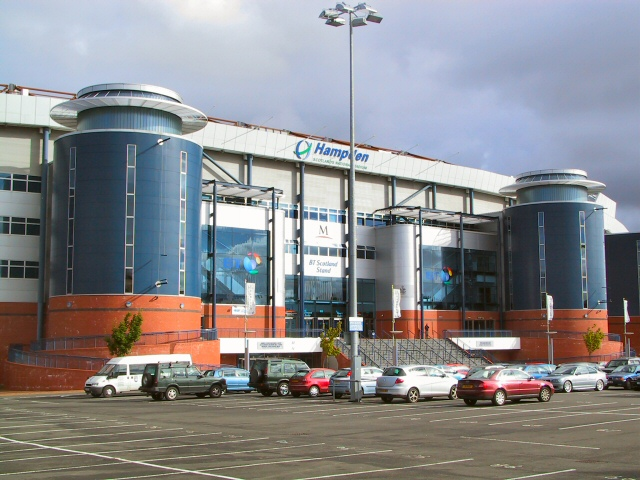
La finale AS Saint-Étienne-Bayern Munich de C1 1976 se déroule à l'Hampden Park de Glasgow.

Les clubs français disputent la Coupe d'Europe des clubs champions, la Coupe d'Europe des vainqueurs de coupe, la Coupe des Villes de Foires et la Coupe UEFA qui est créée à l'occasion de la saison 1971-1972. Les meilleures performances sont les finales de Coupe d'Europe des clubs champions, disputée par l'AS Saint-Étienne en 1976, et de Coupe UEFA, disputée par le SC Bastia en 1978.
En 1970, l'AS Saint-Étienne sort le Bayern Munich en seizième de finale de C1; les Stéphanois perdent à l'aller en Allemagne sur le score de 2-0 avant de réaliser un exploit en gagnant 3-0 au retour. Les Polonais du Legia Varsovie les sortent en huitième. L'Olympique de Marseille joue sa première campagne UEFA en Coupe des coupes et est éliminé par le Dinamo Zagreb en huitième de finale,. En C3, le FC Rouen franchit 2 tours contre Twente puis Charleroi avant de tomber de justesse contre Arsenal, futur vainqueur de la compétition.
En 1971, l'AS Saint-Étienne est le représentant français en C1 et se fait éliminer par le Cagliari Calcio au 1er tour. Le FC Nantes est éliminé par le Cardiff City FC en huitième de finale de C2 sur un score cumulé de 2-7,.
En 1972, cinq clubs français participent à une coupe d'Europe. L'Olympique de Marseille sort en huitième de C1 contre l'Ajax Amsterdam sur un score cumulé de 2-6. Les Glasgow Rangers sortent Rennes au 1er tour de C2. L'AS Saint-Étienne et le Nîmes Olympique sont éliminés au 1er tour de C3 par le FC Cologne et Vitoria Setubal. Les nantais passe ce tour-ci pour être sorti en seizième par Tottenham,,.
En 1973, les cinq clubs français sont éliminés lors de leur 1er tour. L'Olympique de Marseille sort en seizième de C1 contre la Juventus Football Club; le match aller est gagné 1-0 par les Français et se joue au Stade Gerland de Lyon, le match retour voit une victoire 3-0 des Italiens. Bastia est éliminé par l'Atlético de Madrid en Coupe des coupes. Nîmes, Angers et Sochaux sont sortis par les Grasshoppers Zurich, le Dynamo Berlin et le BK Frem Copenhague en Coupe UEFA,,.
En 1974, le FC Nantes sort au 1er tour de C1 contre les Danois du Vejle BK. Lyon est éliminé par le PAOK Salonique en Coupe des coupes sur un score cumulé de 3-7, dont un 4-0 au retour à Thessalonique. En Coupe UEFA, l'Olympique de Marseille sort l'Union Luxembourg au 1er tour sur un score cumulé de 12-1 et l'OGC Nice élimine le FC Barcelone sur un score cumulé de 3-2, dont une victoire 3-0 à l'aller à Nice. Au tour suivant les Marseillais remportent le match aller face au FC Cologne 2-0 mais s'inclinent au retour par 6-0 et signe sa plus lourde défaite en compétition UEFA; les Niçois sortent en huitième de finale contre ces mêmes Allemands,,.

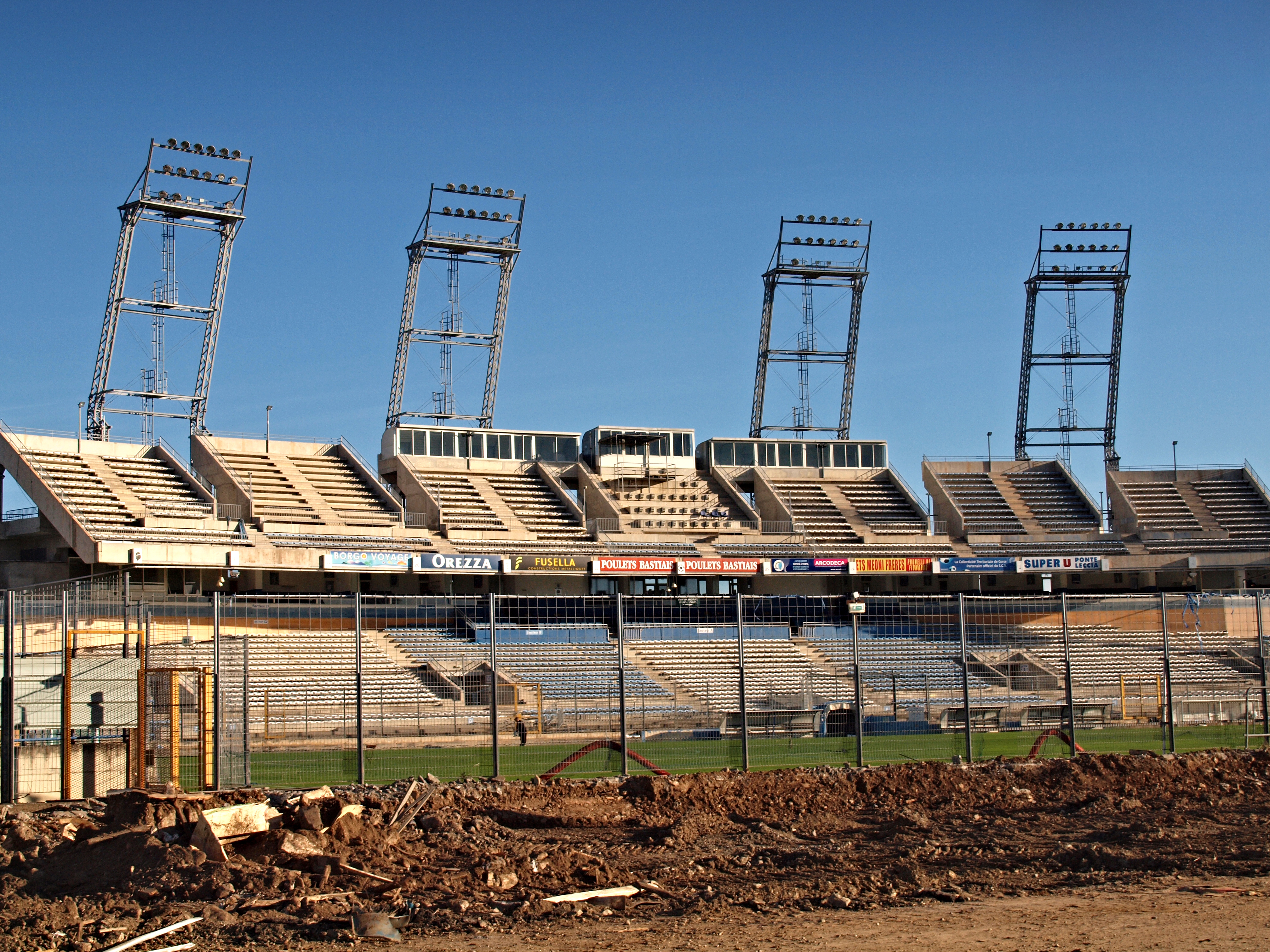
La finale aller de la C3 1978 se joue au Stade Armand-Cesari de Furiani (ici, travaux en décembre 2009).

En 1975, l'AS Saint-Étienne atteint les demi-finales de la C1. En huitième, les Stéphanois sortent les Yougoslaves du HNK Hajduk Split malgré une défaite 4-1 à l'aller à Split grâce à une performance retour de 5-1 au Stade Geoffroy-Guichard. Le Bayern Munich les sortent à l'avant-dernière marche. L'Eintracht Francfort sort l'AS Monaco dès le 1er tour de Coupe des coupes. En Coupe UEFA, l'Olympique lyonnais sort les Red Boys Differdange au 1er tour sur un score cumulé de 11-1. Ces premiers et le FC Nantes sont éliminés le tour suivant par le Borussia Mönchengladbach et le Banik Ostrava,,.
En 1976, l'AS Saint-Étienne arrive en finale de C1 après avoir éliminé des clubs comme les Glasgow Rangers, le Dynamo Kiev ou le PSV Eindhoven. Ils affrontent de nouveau le Bayern Munich qui les battent 1-0 devant quelque 63 000 spectateurs à Glasgow. En Coupe des coupes, le RC Lens participe à sa première campagne UEFA et sort en huitième contre l'ADO La Haye. En Coupe UEFA, le FC Bruges et le FC Carl Zeiss Iéna sortent respectivement l'OL et l'OM au 1er tour,,.
En 1977, Saint-Étienne est sorti en quart de finale de C1 par Liverpool. L'OM est éliminé par le Southampton FC au 1er tour de la C2. L'Espanyol Barcelone et le Hibernian FC sortent l'OGC Nice et le FC Sochaux au 1er tour de la C3,,.
En 1978, le SC Bastia perd la finale aller-retour de Coupe UEFA face au PSV Eindhoven (0-0 à Furiani; 3-0 au Philips Stadion); les Bastiais ont préalablement éliminé cinq clubs et marqué vingt-sept buts en dix matchs avant de jouer leur finale (SC Portugal, Newcastle United, Torino FC, FC Carl Zeiss Iéna (score cumulés 9-6), Grasshopper Zürich). Le FC Nantes finit huitième de finaliste de C1 en perdant son match retour contre l'Atlético de Madrid. L'AS Saint-Étienne est battu sur un score cumulé de 1-3 par Manchester United au 1er tour de la C2. Le RC Lens bat notamment la SS Lazio 6-0 à Lens en seizième de finale aller de la C3 avant d'être éliminé par le 1. FC Magdebourg en huitième,,.
En 1979, Malmö FF sort l'AS Monaco au 1er tour de C1. En Coupe des coupes, le Servette FC élimine l'AS Nancy-Lorraine en huitième de finale. Les deux clubs français engagés en Coupe UEFA sont sortis en trente-deuxième de finale (FC Nantes par le Benfica Lisbonne) et en huitième de finale (RC Strasbourg par le MSV Duisbourg),,.
Récapitulatif des années 1970
| Saison    | Clubs participants     | Ligue des champions              | Coupe des coupes                   | Coupe UEFA                             | Coupe Intertoto |
| 1969-1970 | AS Saint-Étienne       | Second tour (Legia Varsovie)     | -                                  | -                                      | -               |
| 1969-1970 | Olympique de Marseille | -                                | Second tour (Dinamo Zagreb)        | -                                      | -               |
| 1969-1970 | FC Rouen               | -                                | -                                  | Troisième tour (Arsenal FC)            | -               |
| 1969-1970 | Girondins de Bordeaux  | -                                | -                                  | Premier tour (Dunfermline Athletic)    | -               |
| 1969-1970 | FC Metz                | -                                | -                                  | Premier tour (SSC Naples)              | -               |
| 1970-1971 | AS Saint-Étienne       | Premier tour (Cagliari)          | -                                  | -                                      | -               |
| 1970-1971 | FC Nantes              | -                                | Second tour (Cardiff City)         | -                                      | -               |
| 1970-1971 | CS Sedan               | -                                | -                                  | Premier tour (FC Cologne)              | -               |
| 1970-1971 | Olympique de Marseille | -                                | -                                  | Premier tour (Spartak Trnava)          | -               |
| 1970-1971 | AS Angoulême           | -                                | -                                  | Premier tour (Vitória Guimarães)       | -               |
| 1971-1972 | Olympique de Marseille | Second tour (Ajax Amsterdam)     | -                                  | -                                      | -               |
| 1971-1972 | Stade rennais          | -                                | Premier tour (Glasgow Rangers)     | -                                      | -               |
| 1971-1972 | AS Saint-Étienne       | -                                | -                                  | Premier tour (FC Cologne)              | -               |
| 1971-1972 | FC Nantes              | -                                | -                                  | Second tour (Tottenham Hotspur)        | -               |
| 1971-1972 | Nîmes Olympique        | -                                | -                                  | Premier tour (Vitória Setúbal FC)      | -               |
| 1972-1973 | Olympique de Marseille | Premier tour (Juventus Turin)    | -                                  | -                                      | -               |
| 1972-1973 | SC Bastia              | -                                | Premier tour (Atlético de Madrid)  | -                                      | -               |
| 1972-1973 | Nîmes Olympique        | -                                | -                                  | Premier tour (Grasshopper Zurich)      | -               |
| 1972-1973 | FC Sochaux             | -                                | -                                  | Premier tour (BK Frem Copenhague)      | -               |
| 1972-1973 | SCO Angers             | -                                | -                                  | Premier tour (Dynamo Berlin)           | -               |
| 1973-1974 | FC Nantes              | Premier tour (Vejle BK)          | -                                  | -                                      | -               |
| 1973-1974 | Olympique lyonnais     | -                                | Second tour (PAOK Salonique)       | -                                      | -               |
| 1973-1974 | Olympique de Marseille | -                                | -                                  | Second tour (FC Cologne)               | -               |
| 1973-1974 | OGC Nice               | -                                | -                                  | Troisième tour (FC Cologne)            | -               |
| 1974-1975 | AS Saint-Étienne       | Demi finale (Bayern Munich)      | -                                  | -                                      | -               |
| 1974-1975 | AS Monaco              | -                                | Premier tour (Eintracht Francfort) | -                                      | -               |
| 1974-1975 | Olympique lyonnais     | -                                | -                                  | Second tour (Borussia Mönchengladbach) | -               |
| 1974-1975 | FC Nantes              | -                                | -                                  | Second tour (Baník Ostrava)            | -               |
| 1975-1976 | AS Saint-Étienne       | Finale (Bayern Munich)           | -                                  | -                                      | -               |
| 1975-1976 | RC Lens                | -                                | Second tour (ADO La Haye)          | -                                      | -               |
| 1975-1976 | Olympique de Marseille | -                                | -                                  | Premier tour (Carl Zeiss Iéna)         | -               |
| 1975-1976 | Olympique lyonnais     | -                                | -                                  | Premier tour (FC Bruges)               | -               |
| 1976-1977 | AS Saint-Étienne       | Quart de finale (Liverpool FC)   | -                                  | -                                      | -               |
| 1976-1977 | Olympique de Marseille | -                                | Premier tour (Southampton FC)      | -                                      | -               |
| 1976-1977 | OGC Nice               | -                                | -                                  | Premier tour (Espanyol Barcelone)      | -               |
| 1976-1977 | FC Sochaux             | -                                | -                                  | Premier tour (Hibernian FC)            | -               |
| 1977-1978 | FC Nantes              | Second tour (Atlético de Madrid) | -                                  | -                                      | -               |
| 1977-1978 | AS Saint-Étienne       | -                                | Premier tour (Manchester United)   | -                                      | -               |
| 1977-1978 | RC Lens                | -                                | -                                  | Troisième tour (FC Magdebourg)         | -               |
| 1977-1978 | SC Bastia              | -                                | -                                  | Finale (PSV Eindhoven)                 | -               |
| 1978-1979 | AS Monaco              | Premier tour (Malmö FF)          | -                                  | -                                      | -               |
| 1978-1979 | AS Nancy-Lorraine      | -                                | Second tour (Servette de Genève)   | -                                      | -               |
| 1978-1979 | FC Nantes              | -                                | -                                  | Premier tour (Benfica Lisbonne)        | -               |
| 1978-1979 | RC Strasbourg          | -                                | -                                  | Troisième tour (MSV Duisbourg)         | -               |

Entre parenthèses le dernier club rencontré dans la compétition.

#### Années 1980

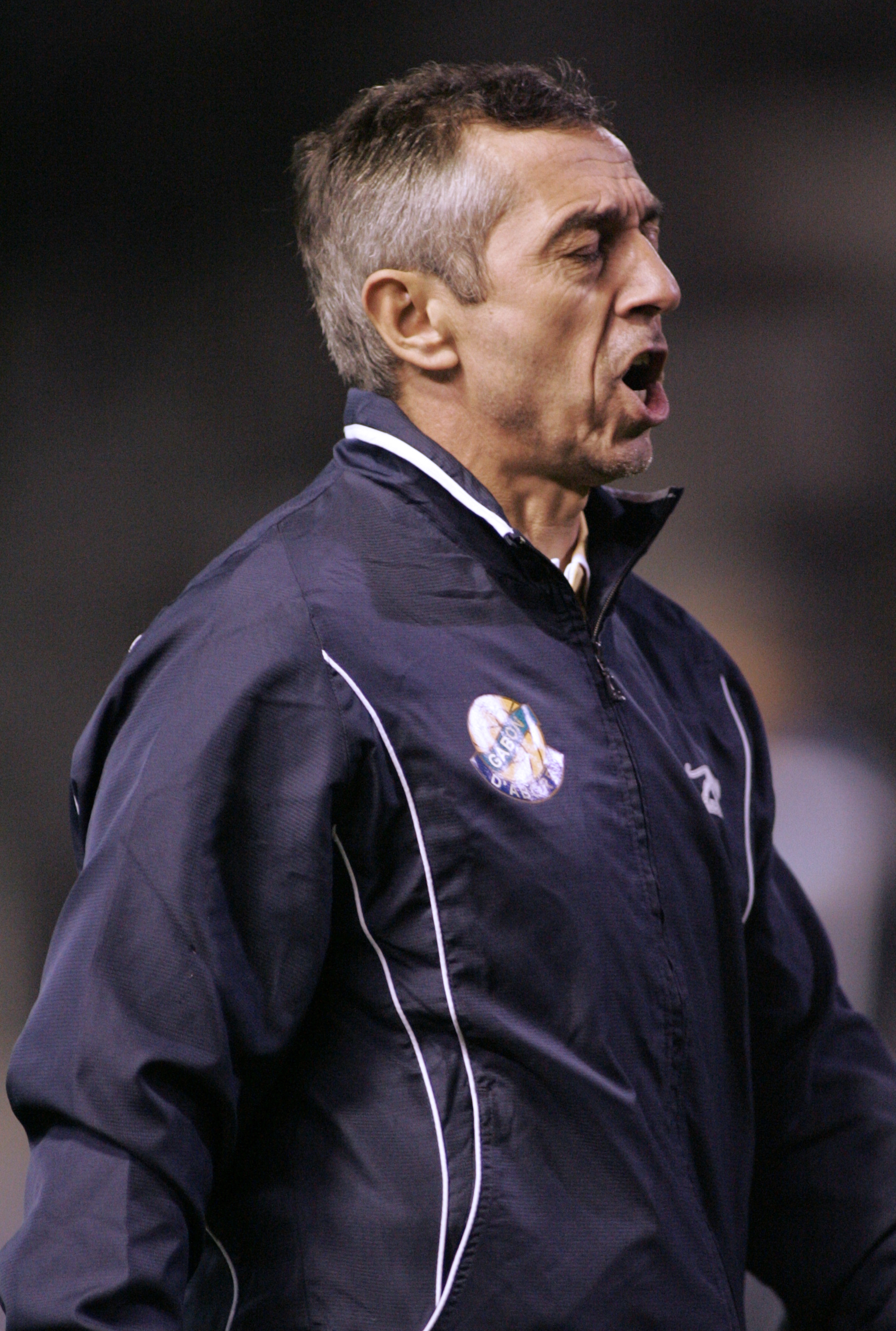
Alain Giresse participe à la demi-finale de C1 des Girondins de Bordeaux en 1985.

Les clubs français disputent la Coupe d'Europe des clubs champions, la Coupe d'Europe des vainqueurs de coupe et la Coupe UEFA. Les meilleures performances sont cinq demi-finales de Coupe d'Europe. Il y a celle de la Coupe des clubs champions, disputée par les Girondins de Bordeaux en 1985; celles de Coupe des coupes par le FC Nantes en 1980, par les Bordelais en 1987 et par l'Olympique de Marseille en 1988 et celle de Coupe UEFA, disputée par le FC Sochaux en 1981.
En 1980, le RC Strasbourg est le représentant français en C1 et l'Ajax Amsterdam les sortent en quart de finale à la suite d'un 4-0 au match retour. Le FC Nantes sort le Cliftonville FC (7-0 pour le match retour à Nantes), le Steaua Bucarest et le Dynamo Moscou avant d'être éliminé par le Valence CF en demi-finale de C2. En Coupe UEFA, l'AS Monaco est sorti par le Lokomotiv Sofia en seizième, tandis que l'AS Saint-Étienne performe jusqu'en quart et une élimination par le Borussia Mönchengladbach,,.
En 1981, le FC Nantes se fait éliminer par le club italien de l'Inter Milan en huitième de C1 malgré un match nul retour 1-1 à Milan devant 75 000 spectateurs. L'AS Monaco tombe face au Valence CF en seizième de finale de C2. En Coupe UEFA, l'AS Saint-Étienne termine en tant que quart de finaliste, après des qualifications nettes telles que contre les Finlandais de Kuopio (score cumulé 14-0, deux fois 7-0 qui constituent les plus grosses victoires en campagne UEFA) ou les Allemands de Hambourg (score cumulé 6-0). Le FC Sochaux réalise une performance encore meilleure en atteignant les demi-finales après avoir battu le Servette FC, le Boavista FC, l'Eintracht Francfort et le Grasshopper Zürich. Ils sont éliminés aux portes de la finale par l'AZ Alkmaar,,.
En 1982, cinq clubs français participent à une coupe d'Europe et trois sont éliminés dès leur 1er tour : l'AS Saint-Étienne par le BFC Dynamo Berlin en C1, l'AS Monaco et le FC Nantes par Dundee United et le KSC Lokeren en C3. Le SC Bastia sort en huitième de C2 contre le FC Dinamo Tbilissi. Le Hambourg SV sort les Girondins de Bordeaux en seizième de finale de C3,,.
En 1983, l'AS Monaco sort au 1er tour de C1 contre le FK CSKA Sofia; le match aller se déroule à Nice. Le Paris SG dispute sa première campagne UEFA en Coupe des coupes et obtient une place de quart de finaliste à la suite de son élimination par le club belge du KRC Genk. En Coupe UEFA, Sochaux est sorti par le PAOK Salonique en trente-deuxième, Saint-Étienne par les Bohemians Prague en seizième et Bordeaux par l'Universitatea Craiova en huitième,,.
En 1984, le FC Nantes sort au 1er tour de C1 contre les autrichiens du Rapid Vienne. Le Paris SG est éliminé par la Juventus FC en Coupe des coupes. En Coupe UEFA, Bordeaux est sorti par le Lokomotive Leipzig en trente-deuxième (score cumulé 3-7), Laval par l'Austria Vienne en seizième et Lens par le RSC Anderlecht en huitième,,.
En 1985, les Girondins de Bordeaux atteignent les demi-finales de la C1. Ils s'y qualifient en cumulant deux victoires et quatre matchs nuls lors des six matchs précédents. La Juventus les sortent à l'avant-dernière marche sur un score cumulé de 2-3 (3-0 à Turin, 2-0 à Bordeaux). En Coupe des coupes, le FC Metz sort le FC Barcelone dès le 1er tour après un scénario peu commun ; les messins perdent à l'aller à Metz sur le score de 2-4 puis gagnent le match retour 1-4. Ils sortent le tour suivant contre le Dynamo Dresde. En Coupe UEFA, l'AS Monaco sort au 1er tour, éliminé par le FK CSKA Sofia. L'AJ Auxerre les imite contre le Sporting Portugal pour sa première campagne UEFA. Le Paris SG passe le 1er tour et tombe contre les Hongrois du Videoton SC au suivant,,.
En 1986, les Girondins de Bordeaux sortent au 1er tour de C1 contre les turcs de Fenerbahçe. En Coupe des coupes, l'AS Monaco sort au 1er tour contre l'Universitatea Craiova. En Coupe UEFA, le Milan AC et l'Hajduk Split sortent respectivement l'AJ Auxerre et le FC Metz au 1er tour. Le FC Nantes sort trois adversaires que sont le Valur Reykjavík, le FK Partizan Belgrade et le FK Spartak Moscou avant d'être éliminé par l'Inter Milan en quart de finale,,.
En 1987, le Paris SG est sorti au 1er tour de C1 par les Tchèques du FC Vitkovice. Les Girondins de Bordeaux sont éliminés par le Lokomotive Leipzig en demi-finale de la C2; les bordelais sortent Waterford United, le Benfica Lisbonne et le Torpedo Moscou aux tours précédents. Le Torino Calcio et Dundee United sortent le FC Nantes et le RC Lens au premier tour de la C3. Le Toulouse FC est sorti le tour suivant par le FK Spartak Moscou,,.
En 1988, les Girondins de Bordeaux finissent quart de finaliste de la C1 en étant éliminés par le PSV Eindhoven. L'Olympique de Marseille est battu sur un score cumulé de 2-4 par l'Ajax Amsterdam en demi-finale de la C2 (défaite 0-3 au Stade Vélodrome, victoire 1-2 à Amsterdam). En C3, les trente-deuxièmes de finales offrent un double duel franco-grec. Le Toulouse FC bat le Panionios Athènes sur un score cumulé de 6-1, tandis que l'AJ Auxerre est éliminée par le Panathinaïkos. Le Bayer Leverkusen sort les toulousains le tour suivant,,.
En 1989, l'AS Monaco sort le Valur Reykjavík et le FC Bruges avant de finir quart de finaliste de C1 contre le Galatasaray. En Coupe des coupes, le RSC Anderlecht élimine le FC Metz au 1er tour. Les deux clubs français engagés en Coupe UEFA sont sortis en trente-deuxième de finale (Montpellier HSC par le Benfica Lisbonne) et en huitième de finale (Girondins de Bordeaux par le SSC Naples),,.
Récapitulatif des années 1980
| Saison    | Clubs participants     | Ligue des champions              | Coupe des coupes                     | Coupe UEFA                                 | Coupe Intertoto |
| 1979-1980 | RC Strasbourg          | Quart de finale (Ajax Amsterdam) | -                                    | -                                          | -               |
| 1979-1980 | FC Nantes              | -                                | Demi finale (Valence CF)             | -                                          | -               |
| 1979-1980 | AS Monaco              | -                                | -                                    | Second tour finale (Lokomotiv Sofia)       | -               |
| 1979-1980 | AS Saint-Étienne       | -                                | -                                    | Quart de finale (Borussia Mönchengladbach) | -               |
| 1980-1981 | FC Nantes              | Second tour (Inter Milan)        | -                                    | -                                          | -               |
| 1980-1981 | AS Monaco              | -                                | Premier tour (Valence CF)            | -                                          | -               |
| 1980-1981 | FC Sochaux             | -                                | -                                    | Demi finale (AZ Alkmaar)                   | -               |
| 1980-1981 | AS Saint-Étienne       | -                                | -                                    | Quart de finale (Ipswich Town)             | -               |
| 1981-1982 | AS Saint-Étienne       | Tour préliminaire (BFC Dynamo)   | -                                    | -                                          | -               |
| 1981-1982 | SC Bastia              | -                                | Second tour (Dinamo Tbilissi)        | -                                          | -               |
| 1981-1982 | AS Monaco              | -                                | -                                    | Premier tour (Dundee United)               | -               |
| 1981-1982 | FC Nantes              | -                                | -                                    | Premier tour (KSC Lokeren)                 | -               |
| 1981-1982 | Girondins de Bordeaux  | -                                | -                                    | Second tour (Hambourg SV)                  | -               |
| 1982-1983 | AS Monaco              | Premier tour (CSKA Sofia)        | -                                    | -                                          | -               |
| 1982-1983 | Paris SG               | -                                | Quart de finale (KRC Genk)           | -                                          | -               |
| 1982-1983 | Girondins de Bordeaux  | -                                | -                                    | Troisième tour (Universitatea Craiova)     | -               |
| 1982-1983 | FC Sochaux             | -                                | -                                    | Premier tour (PAOK Salonique)              | -               |
| 1982-1983 | AS Saint-Étienne       | -                                | -                                    | Second tour (Bohemians Prague)             | -               |
| 1983-1984 | FC Nantes              | Premier tour (Rapid Vienne)      | -                                    | -                                          | -               |
| 1983-1984 | Paris SG               | -                                | Second tour (Juventus Turin)         | -                                          | -               |
| 1983-1984 | Stade lavallois        | -                                | -                                    | Second tour (Austria Vienne)               | -               |
| 1983-1984 | Girondins de Bordeaux  | -                                | -                                    | Premier tour (Lokomotive Leipzig)          | -               |
| 1983-1984 | RC Lens                | -                                | -                                    | Troisième tour (RSC Anderlecht)            | -               |
| 1984-1985 | Girondins de Bordeaux  | Demi finale (Juventus Turin)     | -                                    | -                                          | -               |
| 1984-1985 | FC Metz                | -                                | Second tour (Dynamo Dresde)          | -                                          | -               |
| 1984-1985 | AS Monaco              | -                                | -                                    | Premier tour (CSKA Sofia)                  | -               |
| 1984-1985 | Paris Saint-Germain    | -                                | -                                    | Second tour (Videoton SC)                  | -               |
| 1984-1985 | AJ Auxerre             | -                                | -                                    | Premier tour (Sporting Lisbonne)           | -               |
| 1985-1986 | Girondins de Bordeaux  | Premier tour (Fenerbahçe SK)     | -                                    | -                                          | -               |
| 1985-1986 | AS Monaco              | -                                | Premier tour (Universitatea Craiova) | -                                          | -               |
| 1985-1986 | AJ Auxerre             | -                                | -                                    | Premier tour (Milan AC)                    | -               |
| 1985-1986 | FC Metz                | -                                | -                                    | Premier tour (Hajduk Split)                | -               |
| 1985-1986 | FC Nantes              | -                                | -                                    | Quart de finale (Inter Milan)              | -               |
| 1986-1987 | Paris SG               | Premier tour (MFK Vítkovice)     | -                                    | -                                          | -               |
| 1986-1987 | Girondins de Bordeaux  | -                                | Demi finale (Lokomotive Leipzig)     | -                                          | -               |
| 1986-1987 | FC Nantes              | -                                | -                                    | Premier tour (Torino FC)                   | -               |
| 1986-1987 | Toulouse FC            | -                                | -                                    | Second tour (Spartak Moscou)               | -               |
| 1986-1987 | RC Lens                | -                                | -                                    | Premier tour (Dundee United)               | -               |
| 1987-1988 | Girondins de Bordeaux  | Quart de finale (PSV Eindhoven)  | -                                    | -                                          | -               |
| 1987-1988 | Olympique de Marseille | -                                | Demi finale (Ajax Amsterdam)         | -                                          | -               |
| 1987-1988 | AJ Auxerre             | -                                | -                                    | Premier tour (Panathinaïkos)               | -               |
| 1987-1988 | Toulouse FC            | -                                | -                                    | Second tour (Bayer Leverkusen)             | -               |
| 1988-1989 | AS Monaco              | Quart de finale (Galatasaray SK) | -                                    | -                                          | -               |
| 1988-1989 | FC Metz                | -                                | Premier tour (RSC Anderlecht)        | -                                          | -               |
| 1988-1989 | Girondins de Bordeaux  | -                                | -                                    | Troisième tour (SSC Naples)                | -               |
| 1988-1989 | Montpellier HSC        | -                                | -                                    | Premier tour (Benfica Lisbonne)            | -               |

Entre parenthèses le dernier club rencontré dans la compétition.

#### Années 1990
Les années 1990 vont se révéler comme étant la meilleure décennie des clubs français dans les compétitions européennes, Les clubs français disputent la Coupe d'Europe des clubs champions puis la Ligue des champions à partir de la saison 1992-1993, la Coupe d'Europe des vainqueurs de coupe, la Coupe UEFA et la Coupe Intertoto qui est créée en 1995. Les meilleures performances sont les deux victoires de l'Olympique de Marseille en C1 1993 et du Paris Saint-Germain en C2 1996. Ces campagnes victorieuses atténuent six performances qui auraient fait partie des meilleures dans toutes les autres décennies (finale C1 1991 de l'OM, finale C2 1992 de Monaco, finale de Supercoupe d'Europe 1996 de PSG, finale C3 1996 de Bordeaux, finale C2 1997 du PSG et finale C3 1999 de l'OM).
En 1990, deux clubs français atteignent des demi-finales. En C1, l'OM sort les Danois du Brøndby IF, l'AEK Athènes puis le CFKA Sredets Sofia avant de tomber contre le Benfica Lisbonne en demi (score cumulé 2-2, Benfica qualifié au nombre de buts inscrits à l’extérieur). En C2, l'AS Monaco dispute six matchs et sort contre la Sampdoria à l'avant-dernière marche. En C3, l'AJ Auxerre réalise la meilleure performance avec une place de quart de finaliste contre la Fiorentina; le FC Sochaux est éliminé deux tours plus tôt par ces mêmes florentins. Le Paris SG est sorti par la Juventus en seizième,,.
En 1991, l'Olympique de Marseille atteint la finale de Coupe d'Europe des clubs champions. Pour cela, ils sortent notamment le Milan AC en quart dont le match retour est gagné par 3-0 sur tapis vert. Les Marseillais s'inclinent aux tirs au but contre l'Étoile rouge de Belgrade après un score de 0-0 à la fin des prolongations. En Coupe des coupes, Montpellier est sorti en quart de finale par Manchester United. En Coupe UEFA, Bordeaux et Monaco sortent respectivement huitième de finaliste contre l'AS Rome (score cumulé 0-7) et le Torpedo Moscou,,.
En 1992, Monaco signe une finale de Coupe des coupes contre le Werder Brême qu'il perd 0-2. Lors des tours précédents, il élimine l'AS Rome et le Feyenoord Rotterdam. L'OM est sorti en huitième de C1 par le Sparta Prague. Auxerre, Cannes et Lyon sont les représentants français en Coupe UEFA et les trois clubs sortent en seizième contre Liverpool, le Dynamo Moscou et Trabzonspor (4-8 score cumulé pour l'élimination lyonnaise),,.
En 1993, l'Olympique de Marseille gagne la Ligue des champions. Après deux tours à élimination directe, le club joue un tour de poules dont il finit premier aux dépens des Glasgow Rangers, du Club Bruges et du CSKA Moscou et se qualifie pour la finale où il rencontre le Milan AC. Les olympiens gagnent 1-0 sur un but de Basile Boli devant quelque 65 000 spectateurs du Stade olympique de Munich. En C2, Monaco est sorti par l'Olympiakos en huitième. La campagne UEFA livre aussi deux belles performances de l'AJ Auxerre et du Paris SG qui finissent en demi-finale. Les premiers cités perdent contre le Borussia Dortmund aux tirs au but après avoir éliminé l'Ajax Amsterdam au tour précédent; les seconds cités éliminent le Real Madrid en quart puis tombent contre la Juventus. En huitième, les deux clubs français sortent victorieux d'une double confrontation franco-belge aux dépens du Standard de liège et de la RSC Anderlecht. Le SM Caen est éliminé en trente-deuxième par le club espagnol du Real Saragosse,,.

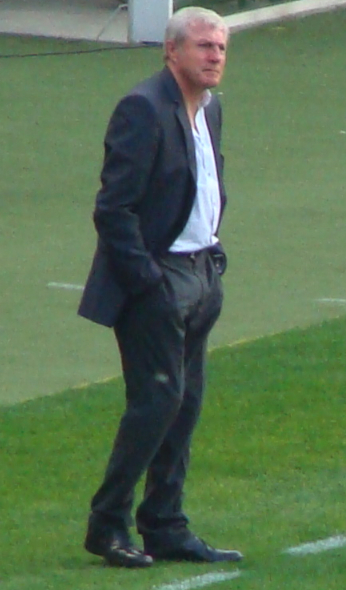
Luis Fernandez remporte la Coupe des coupes 1996 en tant qu'entraîneur du Paris SG.

En 1994, l'AS Monaco se qualifie pour la phase de groupes de C1 et comme le FC Barcelone sort qualifié dans le groupe A pour une demi-finale, aux dépens du Spartak Moscou et de Galatasaray. Le club affronte en demi-finale le Milan AC issu du groupe B et s'incline 0-3. En C2, le Paris SG sort de nouveau le Real Madrid en quart dont une victoire 0-1 à l'aller à Madrid. Le club anglais d'Arsenal les élimine aux portes de la finale. En Coupe UEFA, le 1er tour offre une double confrontation franco-espagnole dont Auxerre et Nantes sortent vaincus par le CD Tenerife et par le Valence CF. Bordeaux se hisse en huitième de finale et sort contre le Karlsruher SC,,.
En 1995, le Paris SG sort vainqueur de son groupe (Bayern Munich, Dinamo Kiev, Spartak Moscou) avec six matchs et six victoires et affronte le FC Barcelone en quart de finale de C1 qu'il élimine sur un score cumulé de 3-2. Le Milan AC sort les parisiens sur un score cumulé de 0-3 en demi-finale. En Coupe des coupes, l'AJ Auxerre sort contre Arsenal en quart. En coupe UEFA, trois clubs français sont éliminés en seizième (l'OM par le FC Sion, l'AS Cannes par l'Admira Wacker et les Girondins de Bordeaux par le GKS Katowice). Le FC Nantes est sorti en quart de finale par le Bayer Leverkusen,,.
En 1996, deux clubs disputent une finale européenne. Le Paris Saint-Germain gagne la Coupe des coupes. Après avoir sorti les norvégiens du Molde FK, les écossais du Celtic Glasgow, les italiens du Parme FC et les espagnols du Deportivo la Corogne, il se qualifie pour la finale où il rencontre le Rapid Vienne. Les parisiens gagnent 1-0 sur un but de Bruno N'Gotty devant quelque 38 000 spectateurs du Stade du Roi Baudouin de Bruxelles. Le FC Nantes sort deuxième de son groupe de C1 (Panathinaïkos, FC Porto, AaB Ålborg) avec deux victoires, trois nuls, une défaite et affronte le Spartak Moscou en quart de finale qu'il élimine sur un score cumulé de 4-2. La Juve sort les Nantais sur un score cumulé de 3-4 en demi-finale. En C3, les Girondins de Bordeaux atteignent eux aussi la finale mais qui connait un sort plus malheureux que celle de Paris (défaite 1-5 en score cumulé contre le Bayern Munich). Pour parvenir à ce stade, le club bordelais passe cinq tours et élimine les équipes du FK Vardar Skopje, du Rotor Volgograd, du Betis Séville, du Milan AC et du Slavia Prague. Les autres clubs français participants sont éliminées en 1/32 : Monaco par Leeds United; puis en 1/16 : Auxerre et Strasbourg par Nottingham Forest et le Milan AC; puis en 1/8 : Lyon et Lens par Nottingham Forest et le Slavia Prague. Auparavant, quatre clubs participent à la Coupe Intertoto; Metz est éliminé par Strasbourg et l'AS Cannes ne sort pas de son groupe. Bordeaux et Strasbourg remportent la Coupe et se qualifient pour la C3. Ainsi Bordeaux cumule dix-huit matchs pour atteindre sa finale de Coupe UEFA,,.
En 1997, Paris est battu par la Juve 1-6 à Paris et 1-3 à Turin en Supercoupe d'Europe. l'AJ Auxerre se qualifie pour les quarts de finale de C1 au terme de la phase de poules puis tombent contre le Borussia Dortmund (score cumulé 1-4). Paris se qualifie de nouveau en finale de la Coupe des coupes et y affronte le FC Barcelone qui les bat 0-1. Aux tours précédents, les parisiens éliminent le FC Vaduz, le Galatasaray, l'AEK Athènes et Liverpool. Le Nîmes Olympique est sorti en huitième de C2 par l'AIK Solna. En Coupe UEFA, Lens, Guingamp et Montpellier sont sortis en trente-deuxième de finale par la Lazio, l'Inter Milan et le Sporting Portugal. Metz tombe contre Newcastle United en huitième. Monaco sort le Hambourg SV et Newcastle sur des scores cumulés de 5-0 et 4-0 avant d'être éliminé par l'Inter en demi-finale. La Coupe Intertoto est joué précédemment par Nantes (élimination en 1/2), Rennes et Strasbourg (élimination en phase de poules) et par Guingamp qui la remporte et se qualifie pour la Coupe UEFA,,.

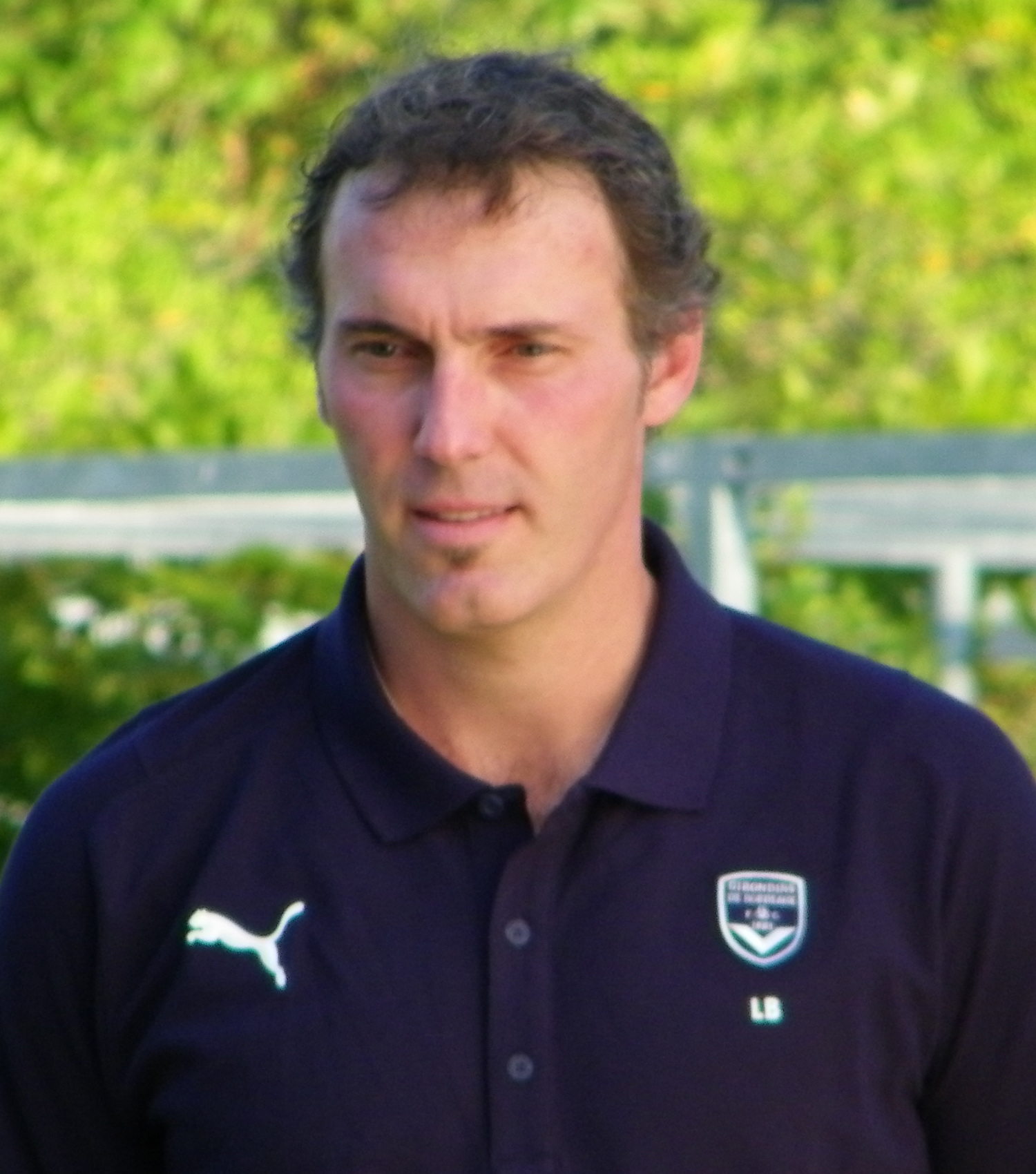
Laurent Blanc qualifie l'OM en finale de C3 1999 grâce à un pénalty dans les dernières minutes de la demi-finale retour.

En 1998, deux clubs français joue la Ligue des champions. Le Paris SG termine sa phase de poules avec un bilan de quatre victoires et deux défaites mais est tout de même éliminé. L'AS Monaco se qualifie pour les quarts de finale où il dispose de Manchester United et sort le tour suivant contre la Juventus sur un score cumulé de 4-6. En Coupe des coupes, l'OGC Nice sort en huitième de finale contre le Slavia Prague. Sept clubs participent à la C3. En 32e, le double duel franco-danois voit l'élimination du FC Nantes par l'AGF Århus et la qualification de l'Olympique lyonnais; les Girondins tombent contre Aston Villa. En 16e, l'Inter Milan, le Karlsruher SC et le Steaua Bucarest sortent Lyon, Metz et Bastia, l'AJ Auxerre sort Liverpool. En 8e, les milanais sortent les strasbourgeois malgré à l'aller du Racing (2-0 à Strasbourg, 3-0 à Milan). En quart, l'AJ Auxerre est sorti par la Lazio. Auxerre et Bastia remportent préalablement la Coupe Intertoto ainsi que l'Olympique lyonnais aux dépens du Montpellier HSC en finale aller-retour et accèdent tous les trois à la C3,,.
En 1999, l'Olympique de Marseille atteint la finale de Coupe UEFA. Le FC Metz est éliminé en tour préliminaire de la C1 par le HJK Helsinki tandis que le RC Lens ne sort pas de son groupe composé du Dinamo Kiev, d'Arsenal et du Panathinaïkos. En C2, le Paris SG est éliminé dès son 1er tour par le Maccabi Haïfa. En Coupe Intertoto, Auxerre et Bastia sont respectivement sortis par le RCD Espanyol et le Vojvodina donc seuls cinq clubs français disputent la Coupe UEFA. L'Étoile rouge de Belgrade élimine Metz en 32e. Les huitièmes de finale voient une confrontation OM-Monaco dont les marseillais sortent vainqueurs. Lyon et Bordeaux terminent leur parcours en quart de finale, respectivement contre le Bologne FC et le Parme FC; que l'OM affronte en demi puis en finale où le club s'incline par 0-3 à la dernière marche au Stade Loujniki de Moscou contre les parmesans,,.
Récapitulatif des années 1990
| Saison    | Clubs participants     | Ligue des champions                 | Coupe des coupes                    | Coupe UEFA                              | Coupe Intertoto                      |
| 1989-1990 | Olympique de Marseille | Demi finale (Benfica Lisbonne)      | -                                   | -                                       | -                                    |
| 1989-1990 | AS Monaco              | -                                   | Demi finale (Sampdoria de Gênes)    | -                                       | -                                    |
| 1989-1990 | AJ Auxerre             | -                                   | -                                   | Quart de finale (ACF Fiorentina)        | -                                    |
| 1989-1990 | FC Sochaux             | -                                   | -                                   | Second tour (ACF Fiorentina)            | -                                    |
| 1989-1990 | Paris SG               | -                                   | -                                   | Second tour (Juventus Turin)            | -                                    |
| 1990-1991 | Olympique de Marseille | Finale (Étoile rouge de Belgrade)   | -                                   | -                                       | -                                    |
| 1990-1991 | Montpellier HSC        | -                                   | Quart de finale (Manchester United) | -                                       | -                                    |
| 1990-1991 | AS Monaco              | -                                   | -                                   | Troisième tour (Torpedo Moscou)         | -                                    |
| 1990-1991 | Girondins de Bordeaux  | -                                   | -                                   | Troisième tour (AS Rome)                | -                                    |
| 1991-1992 | Olympique de Marseille | Second tour (Sparta Prague)         | -                                   | -                                       | -                                    |
| 1991-1992 | AS Monaco              | -                                   | Finale (Werder Brême)               | -                                       | -                                    |
| 1991-1992 | AS Cannes              | -                                   | -                                   | Second tour (Dynamo Moscou)             | -                                    |
| 1991-1992 | AJ Auxerre             | -                                   | -                                   | Second tour (Liverpool FC)              | -                                    |
| 1991-1992 | Olympique lyonnais     | -                                   | -                                   | Second tour (Trabzonspor)               | -                                    |
| 1992-1993 | Olympique de Marseille | Vainqueur (Milan AC)                | -                                   | -                                       | -                                    |
| 1992-1993 | AS Monaco              | -                                   | Second tour (Olympiakos Le Pirée)   | -                                       | -                                    |
| 1992-1993 | Paris SG               | -                                   | -                                   | Demi finale (Juventus Turin)            | -                                    |
| 1992-1993 | AJ Auxerre             | -                                   | -                                   | Demi finale (Borussia Dortmund)         | -                                    |
| 1992-1993 | SM Caen                | -                                   | -                                   | Premier tour (Real Saragosse)           | -                                    |
| 1993-1994 | AS Monaco              | Demi finale (Milan AC)              | -                                   | -                                       | -                                    |
| 1993-1994 | Paris SG               | -                                   | Demi finale (Arsenal FC)            | -                                       | -                                    |
| 1993-1994 | AJ Auxerre             | -                                   | -                                   | Premier tour (CD Tenerife)              | -                                    |
| 1993-1994 | FC Nantes              | -                                   | -                                   | Premier tour (Valence CF)               | -                                    |
| 1993-1994 | Girondins de Bordeaux  | -                                   | -                                   | Troisième tour (Karlsruher SC)          | -                                    |
| 1994-1995 | Paris Saint-Germain    | Demi finale (Milan AC)              | -                                   | -                                       | -                                    |
| 1994-1995 | AJ Auxerre             | -                                   | Quart de finale (Arsenal FC)        | -                                       | -                                    |
| 1994-1995 | Olympique de Marseille | -                                   | -                                   | Second tour (FC Sion)                   | -                                    |
| 1994-1995 | AS Cannes              | -                                   | -                                   | Second tour (Admira Wacker Mödling)     | -                                    |
| 1994-1995 | Girondins de Bordeaux  | -                                   | -                                   | Second tour (GKS Katowice)              | -                                    |
| 1994-1995 | FC Nantes              | -                                   | -                                   | Quart de finale (Bayer Leverkusen)      | -                                    |
| 1995-1996 | FC Nantes              | Demi finale (Juventus Turin)        | -                                   | -                                       | -                                    |
| 1995-1996 | Paris SG               | -                                   | Vainqueur (Rapid Vienne)            | -                                       | -                                    |
| 1995-1996 | Girondins de Bordeaux  | -                                   | -                                   | Finale (Bayern Munich)                  | Vainqueur (Karlsruher SC)            |
| 1995-1996 | AJ Auxerre             | -                                   | -                                   | Second tour (Nottingham Forest)         | -                                    |
| 1995-1996 | AS Monaco              | -                                   | -                                   | Premier tour (Leeds United)             | -                                    |
| 1995-1996 | Olympique lyonnais     | -                                   | -                                   | Troisième tour (Nottingham Forest)      | -                                    |
| 1995-1996 | RC Strasbourg          | -                                   | -                                   | Second tour (Milan AC)                  | Vainqueur (FC Tirol)                 |
| 1995-1996 | RC Lens                | -                                   | -                                   | Troisième tour (Slavia Prague)          | -                                    |
| 1995-1996 | FC Metz                | -                                   | -                                   | -                                       | Quart de finale (RC Strasbourg)      |
| 1995-1996 | AS Cannes              | -                                   | -                                   | -                                       | Phase de groupes                     |
| 1996-1997 | AJ Auxerre             | Quart de finale (Borussia Dortmund) | -                                   | -                                       | -                                    |
| 1996-1997 | Paris SG               | -                                   | Finale (FC Barcelone)               | -                                       | -                                    |
| 1996-1997 | Nîmes Olympique        | -                                   | Second tour (AIK Fotboll)           | -                                       | -                                    |
| 1996-1997 | EA Guingamp            | -                                   | -                                   | Premier tour (Inter Milan)              | Vainqueur (Rotor Volgograd)          |
| 1996-1997 | Montpellier HSC        | -                                   | -                                   | Premier tour (Sporting Lisbonne)        | -                                    |
| 1996-1997 | RC Lens                | -                                   | -                                   | Premier tour (Lazio Rome)               | -                                    |
| 1996-1997 | FC Metz                | -                                   | -                                   | Troisième tour (Newcastle United)       | -                                    |
| 1996-1997 | AS Monaco              | -                                   | -                                   | Demi finale (Inter Milan)               | -                                    |
| 1996-1997 | RC Strasbourg          | -                                   | -                                   | -                                       | Phase de groupes                     |
| 1996-1997 | FC Nantes              | -                                   | -                                   | -                                       | Demi finale (Standard de Liège)      |
| 1996-1997 | Stade rennais          | -                                   | -                                   | -                                       | Phase de groupes                     |
| 1997-1998 | Paris SG               | Phase de poules                     | -                                   | -                                       | -                                    |
| 1997-1998 | AS Monaco              | Demi finale (Juventus Turin)        | -                                   | -                                       | -                                    |
| 1997-1998 | OGC Nice               | -                                   | Second tour (Slavia Prague)         | -                                       | -                                    |
| 1997-1998 | FC Nantes              | -                                   | -                                   | Premier tour (AGF Århus)                | -                                    |
| 1997-1998 | Girondins de Bordeaux  | -                                   | -                                   | Premier tour (Aston Villa)              | -                                    |
| 1997-1998 | Olympique lyonnais     | -                                   | -                                   | Second tour (Inter Milan)               | Vainqueur (Montpellier HSC)          |
| 1997-1998 | FC Metz                | -                                   | -                                   | Second tour (Karlsruher SC)             | -                                    |
| 1997-1998 | SC Bastia              | -                                   | -                                   | Second tour (Steaua Bucarest)           | Vainqueur (Halmstads BK)             |
| 1997-1998 | RC Strasbourg          | -                                   | -                                   | Troisième tour (Inter Milan)            | -                                    |
| 1997-1998 | AJ Auxerre             | -                                   | -                                   | Quart de finale (Lazio Rome)            | Vainqueur (MSV Duisbourg)            |
| 1997-1998 | Montpellier HSC        | -                                   | -                                   | -                                       | Finale (Olympique lyonnais)          |
| 1998-1999 | FC Metz                | Tour préliminaire (HJK Helsinki)    | -                                   | -                                       | -                                    |
| 1998-1999 | RC Lens                | Phase de poules                     | -                                   | -                                       | -                                    |
| 1998-1999 | Paris SG               | -                                   | Premier tour (Maccabi Haïfa)        | -                                       | -                                    |
| 1998-1999 | Olympique de Marseille | -                                   | -                                   | Finale (Parme AC)                       | -                                    |
| 1998-1999 | AS Monaco              | -                                   | -                                   | Troisième tour (Olympique de Marseille) | -                                    |
| 1998-1999 | FC Metz                | -                                   | -                                   | Premier tour (Étoile rouge de Belgrade) | -                                    |
| 1998-1999 | Girondins de Bordeaux  | -                                   | -                                   | Quart de finale (Parme AC)              | -                                    |
| 1998-1999 | Olympique lyonnais     | -                                   | -                                   | Quart de finale (Bologne FC)            | -                                    |
| 1998-1999 | AJ Auxerre             | -                                   | -                                   | -                                       | Quart de finale (Espanyol Barcelone) |
| 1998-1999 | SC Bastia              | -                                   | -                                   | -                                       | Demi finale (FK Vojvodina)           |

Entre parenthèses le dernier club rencontré dans la compétition.

#### Années 2000
Les clubs français disputent la Ligue des champions, la Coupe UEFA et la Coupe Intertoto dont la dernière édition se tient en 2008. Les meilleures performances sont les deux finales de l'AS Monaco en Ligue des champions 2003-2004 et de l'Olympique de Marseille en Coupe UEFA 2003-2004.
En 2000, l'OM et Bordeaux passent la première phase de poules en C1, dont une victoire 1-0 pour le club marseillais contre Manchester United et une double victoire 2-1 et 1-2 des Girondins contre le FK Spartak Moscou. Les deux clubs sont éliminés en seconde phase de poules : l'OM contre la Lazio, Chelsea et Feyenoord; Bordeaux contre Manchester United, Valence et la Fiorentina. En C3, les cinq clubs français passent le premier tour, puis Montpellier est sorti par le Deportivo La Corogne au tour suivant. Nantes est éliminé par Arsenal en 1/16 sur un score cumulé de 3-6 ainsi que Lyon par le Werder Brême (Lyon ayant été reversé en C3 à la suite de son élimination par le NK Maribor en tour préliminaire de la C1). Monaco est sorti en 1/8 par le RCD Majorque. Le RC Lens réalise une belle campagne en finissant demi-finaliste contre Arsenal et après avoir battu entre autres le Vitesse Arnhem, le 1.FC Kaiserslautern (5-3 cumulé), l'Atlético de Madrid (6-4 cumulé) et le Celta Vigo. Auparavant en Coupe Intertoto, Montpellier, Rennes et Metz atteignent les finales. Les Montpellierains remportent la compétition et se qualifie pour la Coupe UEFA en disposant du Hambourg SV. Rennes et Metz sont respectivement battus par la Juventus et West Ham,.
En 2001, pour la première fois trois clubs français disputent la C1. L'AS Monaco ne sort pas de son groupe en première phase, malgré des victoires notamment contre le Sturm Graz (5-0) et contre le Galatasaray SK (4-1). Lyon et Paris se qualifient pour la seconde phase mais sont éliminés durant par le Bayern Munich, Arsenal et le FK Spartak Moscou pour le premier cité et par le Deportivo La Corogne, Galatasaray et le Milan AC pour le second cité. En Coupe UEFA, le FC Gueugnon est éliminé en soixante-quatrième de finale par l'Iraklis Thessalonique, Nantes et Bordeaux en huitième respectivement par le FC Porto et le Rayo Vallecano. Aucun des trois clubs engagés en Coupe Intertoto ne s'est qualifié : Sedan et Lens sont sortis au troisième tour dans une double confrontation franco-allemande par le VfL Wolfsburg et le VfB Stuttgart. L'AJ Auxerre perd sa finale aller-retour contre ces mêmes allemands de Stuttgart,.
Récapitulatif des années 2000
| Saison    | Clubs participants     | Ligue des champions                         | Coupe UEFA                                                                 | Coupe Intertoto                                      |
| 1999-2000 | Olympique de Marseille | Seconde phase de poules                     | -                                                                          | -                                                    |
| 1999-2000 | Girondins de Bordeaux  | Seconde phase de poules                     | -                                                                          | -                                                    |
| 1999-2000 | RC Lens                | -                                           | Demi finale (Arsenal FC)                                                   | -                                                    |
| 1999-2000 | Olympique lyonnais     | Tour préliminaire (NK Maribor)              | Troisième tour (Werder Brême)                                              | -                                                    |
| 1999-2000 | AS Monaco              | -                                           | Huitième de finale (RCD Majorque)                                          | -                                                    |
| 1999-2000 | FC Nantes              | -                                           | Troisième tour (Arsenal FC)                                                | -                                                    |
| 1999-2000 | Montpellier HSC        | -                                           | Second tour (Deportivo La Corogne)                                         | Vainqueur (Hambourg SV)                              |
| 1999-2000 | Stade rennais          | -                                           | -                                                                          | Finale (Juventus Turin)                              |
| 1999-2000 | FC Metz                | -                                           | -                                                                          | Finale (West Ham)                                    |
| 2000-2001 | Olympique lyonnais     | Seconde phase de poules                     | -                                                                          | -                                                    |
| 2000-2001 | Paris Saint-Germain    | Seconde phase de poules                     | -                                                                          | -                                                    |
| 2000-2001 | AS Monaco              | Première phase de poules                    | -                                                                          | -                                                    |
| 2000-2001 | Girondins de Bordeaux  | -                                           | Huitième de finale (Rayo Vallecano)                                        | -                                                    |
| 2000-2001 | FC Nantes              | -                                           | Huitième de finale (FC Porto)                                              | -                                                    |
| 2000-2001 | FC Gueugnon            | -                                           | Premier tour (Iraklis Thessalonique)                                       | -                                                    |
| 2000-2001 | CS Sedan Ardennes      | -                                           | -                                                                          | Quart de finale (VfL Wolfsburg)                      |
| 2000-2001 | AJ Auxerre             | -                                           | -                                                                          | Finale (VfB Stuttgart)                               |
| 2000-2001 | RC Lens                | -                                           | -                                                                          | Quart de finale (VfB Stuttgart)                      |
| 2001-2002 | FC Nantes              | Seconde phase de poules                     | -                                                                          | -                                                    |
| 2001-2002 | Olympique lyonnais     | Première phase de poules                    | Huitième de finale (Slovan Liberec)                                        | -                                                    |
| 2001-2002 | Lille OSC              | Première phase de poules                    | Huitième de finale (Borussia Dortmund)                                     | -                                                    |
| 2001-2002 | Girondins de Bordeaux  | -                                           | Troisième tour (Roda JC)                                                   | -                                                    |
| 2001-2002 | CS Sedan-Ardennes      | -                                           | Premier tour (FC Marila Příbram)                                           | -                                                    |
| 2001-2002 | RC Strasbourg          | -                                           | Premier tour (Standard de Liège)                                           | -                                                    |
| 2001-2002 | Stade rennais          | -                                           | -                                                                          | Demi finale (Aston Villa)                            |
| 2001-2002 | ES Troyes AC           | -                                           | Second tour (Leeds United)                                                 | Vainqueur (Newcastle United)                         |
| 2001-2002 | SC Bastia              | -                                           | -                                                                          | Second tour (Slaven Belupo)                          |
| 2001-2002 | Paris SG               | -                                           | Troisième tour (Glasgow Rangers)                                           | Vainqueur (Brescia Calcio)                           |
| 2002-2003 | Olympique lyonnais     | Première phase de poules                    | Troisième tour (Denizlispor)                                               | -                                                    |
| 2002-2003 | RC Lens                | Première phase de poules                    | Troisième tour (FC Porto)                                                  | -                                                    |
| 2002-2003 | AJ Auxerre             | Première phase de poules                    | Huitième de finale (Liverpool FC)                                          | -                                                    |
| 2002-2003 | Girondins de Bordeaux  | -                                           | Troisième tour (RSC Anderlecht)                                            | -                                                    |
| 2002-2003 | Paris Saint-Germain    | -                                           | Troisième tour (Boavista Porto)                                            | -                                                    |
| 2002-2003 | FC Lorient             | -                                           | Premier tour (Denizlispor)                                                 | -                                                    |
| 2002-2003 | Lille OSC              | -                                           | -                                                                          | Finale (VfB Stuttgart)                               |
| 2002-2003 | ES Troyes AC           | -                                           | -                                                                          | Demi finale (Villarreal CF)                          |
| 2002-2003 | FC Sochaux             | -                                           | -                                                                          | Demi finale (Fulham FC)                              |
| 2003-2004 | Olympique lyonnais     | Quart de finale (FC Porto)                  | -                                                                          | -                                                    |
| 2003-2004 | AS Monaco              | Finale (FC Porto)                           | -                                                                          | -                                                    |
| 2003-2004 | Olympique de Marseille | Phase de poules                             | Finale (Valence CF)                                                        | -                                                    |
| 2003-2004 | Girondins de Bordeaux  | -                                           | Quart de finale (Valence CF)                                               | -                                                    |
| 2003-2004 | FC Sochaux             | -                                           | Troisième tour (Inter Milan)                                               | -                                                    |
| 2003-2004 | AJ Auxerre             | -                                           | Huitième de finale (PSV Einshoven)                                         | -                                                    |
| 2003-2004 | RC Lens                | -                                           | Second tour (Gaziantepspor) (participe au titre du Prix du fair play UEFA) | -                                                    |
| 2003-2004 | EA Guingamp            | -                                           | -                                                                          | Troisième tour (FC Brno)                             |
| 2003-2004 | FC Nantes              | -                                           | -                                                                          | Demi finale (Pérouse Calcio)                         |
| 2003-2004 | OGC Nice               | -                                           | -                                                                          | Troisième tour (Werder Brême)                        |
| 2004-2005 | Olympique lyonnais     | Quart de finale (PSV Eindhoven)             | -                                                                          | -                                                    |
| 2004-2005 | Paris Saint-Germain    | Phase de poules                             | -                                                                          | -                                                    |
| 2004-2005 | AS Monaco              | Huitième de finale (PSV Eindhoven)          | -                                                                          | -                                                    |
| 2004-2005 | AJ Auxerre             | -                                           | Quart de finale (CSKA Moscou)                                              | -                                                    |
| 2004-2005 | FC Sochaux             | -                                           | Seizième de finale (Olympiakos Le Pirée)                                   | -                                                    |
| 2004-2005 | LB Châteauroux         | -                                           | Premier tour (FC Bruges)                                                   | -                                                    |
| 2004-2005 | FC Nantes              | -                                           | -                                                                          | Demi finale (Slovan Liberec)                         |
| 2004-2005 | Lille OSC              | -                                           | Huitième de finale (AJ Auxerre)                                            | Vainqueur (UD Leiria)                                |
| 2004-2005 | OGC Nice               | -                                           | -                                                                          | Second tour (Esbjerg fB)                             |
| 2005-2006 | Olympique lyonnais     | Quart de finale (Milan AC)                  | -                                                                          | -                                                    |
| 2005-2006 | Lille OSC              | Phase de poules                             | Huitième de finale (FC Séville)                                            | -                                                    |
| 2005-2006 | AS Monaco              | Troisième tour préliminaire (Betis Séville) | Seizième de finale (FC Bâle)                                               | -                                                    |
| 2005-2006 | Stade rennais          | -                                           | Phase de poules                                                            | -                                                    |
| 2005-2006 | AJ Auxerre             | -                                           | Premier tour (Levski Sofia)                                                | -                                                    |
| 2005-2006 | RC Strasbourg          | -                                           | Huitième de finale (FC Bâle)                                               | -                                                    |
| 2005-2006 | Olympique de Marseille | -                                           | Huitième de finale (Zénith Saint-Pétersbourg)                              | Vainqueur (Deportivo La Corogne)                     |
| 2005-2006 | AS Saint-Étienne       | -                                           | -                                                                          | Troisième tour (CFR Cluj)                            |
| 2005-2006 | RC Lens                | -                                           | Seizième de finale (Udinese)                                               | Vainqueur (CFR Cluj)                                 |
| 2006-2007 | Olympique lyonnais     | Huitième de finale (AS Rome)                | -                                                                          | -                                                    |
| 2006-2007 | Girondins de Bordeaux  | Phase de poules                             | Seizième de finale (Osasuna Pampelune)                                     | -                                                    |
| 2006-2007 | Lille OSC              | Huitième de finale (Manchester United)      | -                                                                          | -                                                    |
| 2006-2007 | RC Lens                | -                                           | Huitième de finale (Bayer Leverkusen)                                      | -                                                    |
| 2006-2007 | Paris SG               | -                                           | Huitième de finale (Benfica Lisbonne)                                      | -                                                    |
| 2006-2007 | AS Nancy-Lorraine      | -                                           | Seizième de finale (Chakhtior Donetsk)                                     | -                                                    |
| 2006-2007 | Olympique de Marseille | -                                           | Premier tour (Mladá Boleslav)                                              | Vainqueur du troisième tour (Dniepr Dniepropetrovsk) |
| 2006-2007 | AJ Auxerre             | -                                           | Phase de poules                                                            | Vainqueur du troisième tour (FC Farul Constanța)     |
| 2007-2008 | Olympique lyonnais     | Huitième de finale (Manchester United)      | -                                                                          | -                                                    |
| 2007-2008 | Olympique de Marseille | Phase de poules                             | Huitième de finale (Zénith Saint-Pétersbourg)                              | -                                                    |
| 2007-2008 | Toulouse FC            | Troisième tour préliminaire (Liverpool FC)  | Phase de poules                                                            | -                                                    |
| 2007-2008 | Stade rennais          | -                                           | Phase de poules                                                            | -                                                    |
| 2007-2008 | Girondins de Bordeaux  | -                                           | Seizième de finale (RSC Anderlecht)                                        | -                                                    |
| 2007-2008 | FC Sochaux             | -                                           | Premier tour (Panionios Athènes)                                           | -                                                    |
| 2007-2008 | RC Lens                | -                                           | Premier tour (FC Copenhague)                                               | Vainqueur du troisième tour (Tchernomorets Odessa)   |
| 2008-2009 | Olympique lyonnais     | Huitième de finale (FC Barcelone)           | -                                                                          | -                                                    |
| 2008-2009 | Girondins de Bordeaux  | Phase de poules                             | Seizième de finale (Galatasaray)                                           | -                                                    |
| 2008-2009 | Olympique de Marseille | Phase de poules                             | Quart de finale (Chakhtior Donetsk)                                        | -                                                    |
| 2008-2009 | AS Nancy-Lorraine      | -                                           | Phase de poules                                                            | -                                                    |
| 2008-2009 | AS Saint-Étienne       | -                                           | Huitième de finale (Werder Brême)                                          | -                                                    |
| 2008-2009 | Paris SG               | -                                           | Quart de finale (Dynamo Kiev)                                              | -                                                    |
| 2008-2009 | Stade rennais          | -                                           | Premier tour (FC Twente)                                                   | Vainqueur du troisième tour (Tavria Simferopol)      |

Entre parenthèses le dernier club rencontré dans la compétition.

#### Années 2010
Récapitulatif des années 2010
| Saison    | Clubs participants     | Ligue des champions                    | Ligue Europa                                   |
| 2009-2010 | Girondins de Bordeaux  | Quart de finale (Olympique Lyonnais)   | -                                              |
| 2009-2010 | Olympique de Marseille | Phase de poules                        | Huitième de finale (Benfica Lisbonne)          |
| 2009-2010 | Olympique lyonnais     | Demi finale (FC Bayern Munich)         | -                                              |
| 2009-2010 | Toulouse FC            | -                                      | Phase de poules                                |
| 2009-2010 | LOSC Lille             | -                                      | Huitième de finale (Liverpool FC)              |
| 2009-2010 | EA Guingamp            | -                                      | Barrages (Hambourg SV)                         |
| 2010-2011 | Olympique de Marseille | Huitième de finale (Manchester United) | -                                              |
| 2010-2011 | Olympique lyonnais     | Huitième de finale (Real Madrid)       | -                                              |
| 2010-2011 | AJ Auxerre             | Phase de poules                        | -                                              |
| 2010-2011 | LOSC Lille             | -                                      | Seizième de finale (PSV Eindhoven)             |
| 2010-2011 | Montpellier SC         | -                                      | Troisième tour de qualification (Győri ETO FC) |
| 2010-2011 | Paris Saint-Germain    | -                                      | Huitième de finale (Benfica Lisbonne)          |
| 2011-2012 | LOSC Lille             | Phase de poules                        | -                                              |
| 2011-2012 | Olympique de Marseille | Quart de finale (FC Bayern Munich)     | -                                              |
| 2011-2012 | Olympique lyonnais     | Huitième de finale (APOEL Nicosie)     | -                                              |
| 2011-2012 | Paris Saint-Germain    | -                                      | Phase de poules                                |
| 2011-2012 | FC Sochaux-Montbéliard | -                                      | Barrages (Metalist Kharkiv)                    |
| 2011-2012 | Stade rennais FC       | -                                      | Phase de poules                                |
| 2012-2013 | Montpellier HSC        | Phase de poules                        | -                                              |
| 2012-2013 | Paris Saint-Germain    | Quart de finale (FC Barcelone)         | -                                              |
| 2012-2013 | LOSC Lille             | Phase de poules                        | -                                              |
| 2012-2013 | Olympique lyonnais     | -                                      | Seizième de finale (Tottenham Hotspur)         |
| 2012-2013 | Girondins de Bordeaux  | -                                      | Huitième de finale (Benfica Lisbonne)          |
| 2012-2013 | Olympique de Marseille | -                                      | Phase de poules                                |
| 2013-2014 | Paris Saint-Germain    | Quart de finale (Chelsea FC)           | -                                              |
| 2013-2014 | Olympique de Marseille | Phase de poules                        | -                                              |
| 2013-2014 | Olympique lyonnais     | Barrages (Real Sociedad)               | Quart de finale (Juventus Turin)               |
| 2013-2014 | Girondins de Bordeaux  | -                                      | Phase de poules                                |
| 2013-2014 | AS Saint-Étienne       | -                                      | Barrages (Esbjerg fB)                          |
| 2013-2014 | OGC Nice               | -                                      | Barrages (Apollon Limassol)                    |
| 2014-2015 | Paris Saint-Germain    | Quart de finale (FC Barcelone)         | -                                              |
| 2014-2015 | AS Monaco              | Quart de finale (Juventus Turin)       | -                                              |
| 2014-2015 | LOSC Lille             | Barrages (FC Porto)                    | Phase de poules                                |
| 2014-2015 | EA Guingamp            | -                                      | Seizième de finale (Dynamo Kiev)               |
| 2014-2015 | AS Saint-Étienne       | -                                      | Phase de poules                                |
| 2014-2015 | Olympique lyonnais     | -                                      | Barrages (Astra Giurgiu)                       |
| 2015-2016 | Paris Saint-Germain    | Quart de finale (Manchester City)      | -                                              |
| 2015-2016 | Olympique lyonnais     | Phase de poules                        | -                                              |
| 2015-2016 | AS Monaco              | Barrages (Valence CF)                  | Phase de poules                                |
| 2015-2016 | Olympique de Marseille | -                                      | Seizième de finale (Athletic Bilbao)           |
| 2015-2016 | AS Saint-Étienne       | -                                      | Seizième de finale (FC Bâle)                   |
| 2015-2016 | Girondins de Bordeaux  | -                                      | Phase de poules                                |
| 2016-2017 | Paris Saint-Germain    | Huitième de finale (FC Barcelone)      | -                                              |
| 2016-2017 | Olympique lyonnais     | Phase de poules                        | Demi finale (Ajax Amsterdam)                   |
| 2016-2017 | AS Monaco              | Demi finale (Juventus Turin)           | -                                              |
| 2016-2017 | OGC Nice               | -                                      | Phase de poules                                |
| 2016-2017 | LOSC Lille             | -                                      | Troisième tour de qualification (FK Qabala)    |
| 2016-2017 | AS Saint-Étienne       | -                                      | Seizième de finale (Manchester United)         |
| 2017-2018 | AS Monaco              | Phase de poules                        | -                                              |
| 2017-2018 | Paris Saint-Germain    | Huitième de finale (Real Madrid )      | -                                              |
| 2017-2018 | OGC Nice               | Barrages (SSC Naples)                  | Seizièmes de Finale (Lokomotiv Moscou)         |
| 2017-2018 | Olympique lyonnais     | -                                      | Huitièmes de Finale (CSKA Moscou)              |
| 2017-2018 | Olympique de Marseille | -                                      | Finale (Atlético de Madrid)                    |
| 2017-2018 | Girondins de Bordeaux  | -                                      | Troisième tour de qualification (Videoton FC)  |
| 2018-2019 | Paris Saint-Germain    | Huitième de finale (Manchester United) | -                                              |
| 2018-2019 | AS Monaco              | Phase de groupes                       | -                                              |
| 2018-2019 | Olympique lyonnais     | Huitième de finale (FC Barcelone)      | -                                              |
| 2018-2019 | Olympique de Marseille | -                                      | Phase de groupes                               |
| 2018-2019 | Stade rennais FC       | -                                      | Huitième de finale (Arsenal FC)                |
| 2018-2019 | Girondins de Bordeaux  | -                                      | Phase de groupes                               |

Entre parenthèses le dernier club rencontré dans la compétition.

#### Années 2020
Récapitulatif des années 2020
| Saison    | Clubs participants     | Ligue des champions                                  | Ligue Europa                                      | Ligue Conférence                    | Supercoupe de l'UEFA          | Coupe du monde des clubs / Coupe intercontinentale |
| 2019-2020 | Paris Saint-Germain    | Finale (Bayern Munich)                               | -                                                 | -                                   | -                             | -                                                  |
| 2019-2020 | LOSC Lille             | Phase de poules                                      | -                                                 | -                                   | -                             | -                                                  |
| 2019-2020 | Olympique lyonnais     | Demi-finale (Bayern Munich)                          | -                                                 | -                                   | -                             | -                                                  |
| 2019-2020 | AS Saint-Étienne       | -                                                    | Phase de poules                                   | -                                   | -                             | -                                                  |
| 2019-2020 | Stade rennais FC       | -                                                    | Phase de poules                                   | -                                   | -                             | -                                                  |
| 2019-2020 | RC Strasbourg Alsace   | -                                                    | Barrages (Eintracht Francfort)                    | -                                   | -                             | -                                                  |
| 2020-2021 | Paris Saint-Germain    | Demi-finale (Manchester City)                        | -                                                 | -                                   | -                             | -                                                  |
| 2020-2021 | Olympique de Marseille | Phase de poules                                      | -                                                 | -                                   | -                             | -                                                  |
| 2020-2021 | Stade rennais FC       | Phase de poules                                      | -                                                 | -                                   | -                             | -                                                  |
| 2020-2021 | LOSC Lille             | -                                                    | Seizièmes de finale (Ajax Amsterdam)              | -                                   | -                             | -                                                  |
| 2020-2021 | OGC Nice               | -                                                    | Phase de poules                                   | -                                   | -                             | -                                                  |
| 2020-2021 | Stade de Reims         | -                                                    | Troisième tour de qualification (MOL Fehérvár FC) | -                                   | -                             | -                                                  |
| 2021-2022 | LOSC Lille             | Huitième de finale (Chelsea FC)                      | -                                                 | -                                   | -                             | -                                                  |
| 2021-2022 | Paris Saint-Germain    | Huitième de finale (Real Madrid)                     | -                                                 | -                                   | -                             | -                                                  |
| 2021-2022 | AS Monaco              | Barrage (Chakhtar Donetsk)                           | Huitième de finale (SC Braga)                     | -                                   | -                             | -                                                  |
| 2021-2022 | Olympique lyonnais     | -                                                    | Quarts de finale (West Ham United)                | -                                   | -                             | -                                                  |
| 2021-2022 | Olympique de Marseille | -                                                    | Phase de poules                                   | Demi-finale (Feyenoord Rotterdam)   | -                             | -                                                  |
| 2021-2022 | Stade rennais FC       | -                                                    | -                                                 | Huitième de finale (Leicester City) | -                             | -                                                  |
| 2022-2023 | Paris Saint-Germain    | Huitième de finale (Bayern Munich)                   | -                                                 | -                                   | -                             | -                                                  |
| 2022-2023 | Olympique de Marseille | Phase de poules                                      | -                                                 | -                                   | -                             | -                                                  |
| 2022-2023 | AS Monaco              | Troisième tour de qualification (PSV Eindhoven)      | Barrages à élimination directe (Bayer Leverkusen) | -                                   | -                             | -                                                  |
| 2022-2023 | Stade rennais FC       | -                                                    | Barrages à élimination directe (Chakhtar Donetsk) | -                                   | -                             | -                                                  |
| 2022-2023 | FC Nantes              | -                                                    | Barrages à élimination directe (Juventus FC)      | -                                   | -                             | -                                                  |
| 2022-2023 | OGC Nice               | -                                                    | -                                                 | Quart de finale (FC Bâle)           | -                             | -                                                  |
| 2023-2024 | Paris Saint-Germain    | Demi-finale (Borussia Dortmund)                      | -                                                 | -                                   | -                             | -                                                  |
| 2023-2024 | RC Lens                | Phase de poules                                      | Barrages à élimination directe (SC Fribourg)      | -                                   | -                             | -                                                  |
| 2023-2024 | Olympique de Marseille | Troisième tour de qualification (Panathinaïkós)      | Demi-finale (Atalanta Bergame)                    | -                                   | -                             | -                                                  |
| 2023-2024 | Stade rennais FC       | -                                                    | Barrages à élimination directe (AC Milan)         | -                                   | -                             | -                                                  |
| 2023-2024 | Tououse FC             | -                                                    | Barrages à élimination directe (SL Benfica)       | -                                   | -                             | -                                                  |
| 2023-2024 | LOSC Lille             | -                                                    | -                                                 | Quart de finale (Aston Villa)       | -                             | -                                                  |
| 2024-2025 | Paris Saint-Germain    | Vainqueur (Inter Milan)                              | -                                                 | -                                   | -                             | Finale (Chelsea FC)                                |
| 2024-2025 | AS Monaco              | Barrages à élimination directe (SL Benfica)          | -                                                 | -                                   | -                             | -                                                  |
| 2024-2025 | Stade brestois 29      | Barrages à élimination directe (Paris Saint-Germain) | -                                                 | -                                   | -                             | -                                                  |
| 2024-2025 | LOSC Lille             | Huitième de finale (Borussia Dortmund)               | -                                                 | -                                   | -                             | -                                                  |
| 2024-2025 | OGC Nice               | -                                                    | Phase de ligue                                    | -                                   | -                             | -                                                  |
| 2024-2025 | Olympique lyonnais     | -                                                    | Quart de finale (Manchester United)               | -                                   | -                             | -                                                  |
| 2024-2025 | RC Lens                | -                                                    | -                                                 | Barrages (Panathinaïkós)            | -                             | -                                                  |
| 2025-2026 | Paris Saint-Germain    | Phase de ligue                                       | -                                                 | -                                   | Vainqueur (Tottenham Hotspur) | Finale                                             |
| 2025-2026 | Olympique de Marseille | Phase de ligue                                       | -                                                 | -                                   | -                             | -                                                  |
| 2025-2026 | AS Monaco              | Phase de ligue                                       | -                                                 | -                                   | -                             | -                                                  |
| 2025-2026 | OGC Nice               | Troisième tour de qualification (SL Benfica)         | Phase de ligue                                    | -                                   | -                             | -                                                  |
| 2025-2026 | LOSC Lille             | -                                                    | Phase de ligue                                    | -                                   | -                             | -                                                  |
| 2025-2026 | Olympique lyonnais     | -                                                    | Phase de ligue                                    | -                                   | -                             | -                                                  |
| 2025-2026 | RC Strasbourg          | -                                                    | -                                                 | Barrages (Brøndby IF)               | -                             | -                                                  |

Entre parenthèses le dernier club rencontré dans la compétition.

### Finales
En 2025, sept clubs français ont disputé une finale européenne/international au cours de leur histoire. Le bilan français se porte à dix-neuf finales pour quatre victoires et quinze défaites. La première finale française se trouve aussi être la première finale européenne officielle avec le match Real Madrid - Stade de Reims en 1956. La dernière en date est Paris Saint-Germain - Tottenham Hotspur, finale de la Supercoupe de l'UEFA 2025 (2-2, 4-3tab). La décennie 1990-1999 est prospère pour le football français avec la participation à sept finales sur les quatorze totales et l'obtention des deux premières coupes européennes françaises. Deux clubs français ont disputé une finale européenne lors des saisons 1995-1996 et 2003-2004.

#### Victoires
La France compte quatre coupes d'Europe, grâce aux victoires de l'Olympique de Marseille en Ligue des champions 1992-1993 et du Paris Saint-Germain en Coupe des coupes 1995-1996 en Ligue des Champions 2024-2025 et en Supercoupe de l'UEFA 2025,, et se classe dixième nation sur dix-neuf pour ce qui est du nombre de trophées remportés. Les deux victoires en Ligue des champions ont eu lieu à Munich contre un club milanais : l'AC Milan pour l'Olympique de Marseille et l'Inter Milan pour le Paris Saint-Germain.

#### Défaites
La France compte six finales perdues en Ligue des champions, deux en Coupes des coupes, cinq en Coupe UEFA / Ligue Europa une en Supercoupe et une en Coupe du monde des clubs.
Le Stade de Reims a perdu ses deux finales de C1 en 1956 et 1959, l'AS Saint-Étienne celle de 1976, l'Olympique de Marseille celle de 1991, l'AS Monaco celle de 2004 et le Paris Saint-Germain celle de 2020. L'AS Monaco et le Paris Saint-Germain ont perdu respectivement leur finale de C2 en 1992 et 1997. La France n'a jamais gagné la C3 malgré cinq finales disputées par le SC Bastia en 1978, les Girondins de Bordeaux en 1996 et l'Olympique de Marseille en 1999, 2004 et 2018. Enfin, seul club à avoir participé à la Supercoupe de l'UEFA, le Paris Saint-Germain s'incline en 1996 face à la Juventus et en 2025 lors de la Coupe du monde des clubs le club parisien perd en finale contre Chelsea FC.

### Duel franco-français
Il n'y a jamais eu de confrontations entre deux clubs français en Coupe des coupes et en Coupe des clubs champions à cause de la nature même des compétitions où un seul représentant par nation les dispute. Une exception permet cependant d'avoir deux clubs participants puisque le vainqueur d'une édition est qualifié d'office pour l'édition suivante et permet à la nation victorieuse en question d'avoir deux représentants avec le tenant du titre et le champion en titre pour la C1 ou le tenant du titre et le vainqueur de la coupe nationale en titre pour la C2 ; à condition qu'il s'agisse de deux clubs différents. Le premier club français ayant gagné la C1, à savoir l'Olympique de Marseille en 1993, ayant été exclu l'année suivante de toute compétition européenne en raison de l'Affaire VA-OM, l'hypothèse d'une confrontation franco-française n'a jamais eu lieu et l'édition 1996-1997 de la Coupe des coupes n'a pas vu la confrontation Nîmes-Paris SG (Nîmes présent en tant que finaliste de la Coupe de France 1996 et Paris en tant que vainqueur de l'édition 1996).
La Ligue des champions depuis la saison 1997-1998, la Coupe UEFA et la Coupe Intertoto disposent par nature de plusieurs représentants français et donc l'hypothèse d'une confrontation est admise.
La première opposition franco-française est Metz-Strasbourg en quart de finale de la Coupe Intertoto 1995. Les Strasbourgeois s'impose 0-2 à Metz, grâce à des buts de Martin Djetou et Aleksandr Mostovoi. En 1997, le Montpellier HSC et l'Olympique lyonnais s'affrontent finale aller-retour de la Coupe Intertoto ; les Lyonnais gagnent 0-1 à l'aller puis 3-2 au retour. Le premier duel entre deux clubs français en coupe UEFA est l'opposition Olympique de Marseille-AS Monaco en huitième de finale 1999 et voit la qualification des Marseillais. En 2005, l'AJ Auxerre se qualifie aux dépens du Lille OSC lors d'un huitième de finale de Coupe UEFA. En 2010, l'Olympique lyonnais et les Girondins de Bordeaux s'affrontent en quart de finale de C1 et Lyon s'impose.
| Compétition                   | Tour                         | Équipe 1           | Score  | Équipe 2               | Aller | Retour |
| ----------------------------- | ---------------------------- | ------------------ | ------ | ---------------------- | ----- | ------ |
| Coupe Intertoto 1995          | Quarts de finale             | FC Metz            | 0 - 2  | RC Strasbourg          | 0 - 2 | 0 - 2  |
| Coupe Intertoto 1997          | Finale                       | Montpellier HSC    | 2 - 4  | Olympique lyonnais     | 0 - 1 | 2 - 3  |
| Coupe UEFA 1998-1999          | Huitièmes de finale          | AS Monaco          | 2 - 3  | Olympique de Marseille | 2 - 2 | 0 - 1  |
| Coupe UEFA 2004-2005          | Huitièmes de finale          | LOSC Lille         | 0 - 1  | AJ Auxerre             | 0 - 1 | 0 - 0  |
| Ligue des champions 2009-2010 | Quarts de finale             | Olympique lyonnais | 3 - 2  | Girondins de Bordeaux  | 3 - 1 | 0 - 1  |
| Ligue des champions 2024-2025 | Barrages élimination directe | Stade brestois 29  | 0 - 10 | Paris Saint-Germain    | 0 - 3 | 0 - 7  |

### Coefficient UEFA

#### Coefficient UEFA des clubs
Le classement par coefficient des clubs est calculé sur la base des résultats des clubs sur les cinq précédentes saisons de Ligue des champions, de Ligue Europa et de Ligue Conférence. Le classement est utilisé pour déterminer la position de chaque club dans les tirages au sort des compétitions de clubs de l'UEFA.
Un club ne participant à aucune campagne européenne reçoit par défaut un pourcentage du coefficient du championnat auquel il appartient.
Les tableaux présentent le rang général des clubs français et du premier.
| Rang | Club                   | 21/22  | 22/23  | 23/24  | 24/25  | 25/26 | Points  |
| 1    | Real Madrid            | 30.000 | 29.000 | 34.000 | 24.500 | 0.000 | 117.500 |
| 6    | Paris Saint-Germain    | 19.000 | 19.000 | 23.000 | 33.500 | 0.000 | 94.500  |
| 26   | LOSC Lille             | 17.000 | -      | 17.000 | 24.000 | 0.000 | 58.000  |
| 42   | Olympique Lyonnais     | 21.000 | -      | -      | 22.750 | 0.000 | 43.750  |
| 44   | Olympique de Marseille | 16.000 | 8.000  | 18.000 | -      | 0.000 | 42.000  |
| 45   | AS Monaco              | 15.000 | 9.000  | -      | 17.000 | 0.000 | 41.000  |
| 58   | Stade rennais FC       | 14.000 | 11.000 | 10.000 | -      | -     | 35.000  |
| 91   | OGC Nice               | -      | 14.000 | -      | 3.000  | 0.000 | 17.000  |
| 92   | Stade brestois 29      | -      | -      | -      | 16.750 | -     | 16.750  |
| 117  | RC Lens                | -      | -      | 10.000 | 2.500  | -     | 12.500  |
| 118  | Toulouse FC            | -      | -      | 10.000 | -      | -     | 10.000  |
| 119  | FC Nantes              | -      | 8.000  | -      | -      | -     | 8.000   |
| 120  | RC Strasbourg          | -      | -      | -      | -      | 0.000 | 0.000   |

| Rang | Club                   | 20/21  | 21/22  | 22/23  | 23/24  | 24/25  | Points  |
| 1    | Real Madrid            | 26.000 | 30.000 | 29.000 | 34.000 | 24.500 | 143.500 |
| 5    | Paris Saint-Germain    | 24.000 | 19.000 | 19.000 | 23.000 | 33.500 | 118.500 |
| 31   | LOSC Lille             | 8.000  | 17.000 | -      | 17.000 | 24.000 | 66.000  |
| 45   | Olympique de Marseille | 6.000  | 16.000 | 8.000  | 18.000 | -      | 48.000  |
| 51   | Olympique Lyonnais     | -      | 21.000 | -      | -      | 22.750 | 43.750  |
| 54   | AS Monaco              | -      | 15.000 | 9.000  | -      | 17.000 | 41.000  |
| 55   | Stade rennais FC       | 5.000  | 14.000 | 11.000 | 10.000 | -      | 40.000  |
| 87   | OGC Nice               | 3.000  | -      | 14.000 | -      | 3.000  | 20.000  |
| 108  | Stade brestois 29      | -      | -      | -      | -      | 16.750 | 16.750  |
| 114  | RC Lens                | -      | -      | -      | 10.000 | 2.500  | 12.500  |
| 115  | Toulouse FC            | -      | -      | -      | 10.000 | -      | 10.000  |
| 116  | FC Nantes              | -      | -      | 8.000  | -      | -      | 8.000   |
| 117  | Stade de Reims         | 2.000  | -      | -      | -      | -      | 2.000   |

| Rang | Club                   | 19/20  | 20/21  | 21/22  | 22/23  | 23/24  | Points  |
| 1    | Manchester City        | 25.000 | 35.000 | 27.000 | 33.000 | 28.000 | 148.000 |
| 4    | Paris Saint-Germain    | 31.000 | 24.000 | 19.000 | 19.000 | 23.000 | 116.000 |
| 43   | Olympique de Marseille | -      | 6.000  | 16.000 | 8.000  | 18.000 | 48.000  |
| 45   | LOSC Lille             | 5.000  | 8.000  | 17.000 | -      | 17.000 | 47.000  |
| 47   | Olympique Lyonnais     | 23.000 | -      | 21.000 | -      | -      | 44.000  |
| 48   | Stade rennais FC       | 3.000  | 5.000  | 14.000 | 11.000 | -      | 43.000  |
| 73   | AS Monaco              | -      | -      | 15.000 | 9.000  | -      | 24.000  |
| 100  | OGC Nice               | -      | 3.000  | -      | 14.000 | -      | 17.000  |
| 112  | RC Lens                | -      | -      | -      | -      | 10.000 | 10.000  |
| 112  | Toulouse FC            | -      | -      | -      | -      | 10.000 | 10.000  |
| 114  | FC Nantes              | -      | -      | -      | 8.000  | -      | 8.000   |
| 115  | Stade de Reims         | -      | 2.000  | -      | -      | -      | 2.000   |
| 116  | AS Saint-Étienne       | 4.000  | -      | -      | -      | -      | 4.000   |
| 117  | RC Strasbourg          | 2.500  | -      | -      | -      | -      | 2.500   |

| Rang | Club                   | 18/19  | 19/20  | 20/21  | 21/22  | 22/23  | Points  |
| 1    | Manchester City        | 25.000 | 25.000 | 35.000 | 27.000 | 33.000 | 145.000 |
| 7    | Paris Saint-Germain    | 19.000 | 31.000 | 24.00  | 19.000 | 19.000 | 112.000 |
| 28   | Olympique Lyonnais     | 17.000 | 23.000 | -      | 21.000 | -      | 61.000  |
| 38   | Stade rennais FC       | 11.000 | 3.000  | 5.000  | 14.000 | 11.000 | 44.000  |
| 53   | Olympique de Marseille | 3.000  | -      | 6.000  | 16.000 | 8.000  | 33.000  |
| 59   | LOSC Lille             | -      | 5.000  | 8.000  | 17.000 | -      | 30.000  |
| 60   | AS Monaco              | 5.000  | -      | -      | 15.000 | 9.000  | 29.000  |
| 93   | OGC Nice               | -      | -      | 3.000  | -      | 14.000 | 17.000  |
| 117  | FC Nantes              | -      | -      | -      | -      | 8.000  | 8.000   |
| 118  | Stade de Reims         | -      | -      | 2.000  | -      | -      | 2.000   |
| 119  | AS Saint-Étienne       | -      | 4.000  | -      | -      | -      | 4.000   |
| 120  | RC Strasbourg          | -      | 2.500  | -      | -      | -      | 2.500   |
| 121  | Girondins de Bordeaux  | 5.000  | -      | -      | -      | -      | 5.000   |

| Rang | Club                   | 17/18  | 18/19  | 19/20  | 20/21  | 21/22  | Points  |
| 1    | Bayern Munich          | 29.000 | 20.000 | 36.000 | 27.000 | 26.000 | 138.000 |
| 7    | Paris Saint-Germain    | 19.000 | 19.000 | 31.00  | 24.000 | 19.000 | 112.000 |
| 20   | Olympique Lyonnais     | 14.000 | 17.000 | 23.000 | -      | 21.000 | 75.000  |
| 38   | Olympique de Marseille | 19.000 | 3.000  | -      | 6.000  | 16.000 | 44.000  |
| 49   | Stade rennais FC       | -      | 11.000 | 3.000  | 5.000  | 14.000 | 33.000  |
| 56   | LOSC Lille             | -      | -      | 5.000  | 8.000  | 17.000 | 30.000  |
| 61   | AS Monaco              | 6.000  | 5.000  | -      | -      | 15.000 | 26.000  |
| 115  | OGC Nice               | 6.000  | -      | -      | 3.000  | -      | 9.000   |
| 116  | Stade de Reims         | -      | -      | -      | 2.000  | -      | 2.000   |
| 117  | AS Saint-Étienne       | -      | -      | 4.000  | -      | -      | 4.000   |
| 118  | RC Strasbourg          | -      | -      | 2.500  | -      | -      | 2.500   |
| 119  | Girondins de Bordeaux  | 1.000  | 5.000  | -      | -      | -      | 6.000   |

| Rang | Club                   | 16/17  | 17/18  | 18/19  | 19/20  | 20/21  | Points  |
| 1    | Bayern Munich          | 22.000 | 29.000 | 20.000 | 36.000 | 27.000 | 134.000 |
| 8    | Paris Saint-Germain    | 20.000 | 19.000 | 19.000 | 31.000 | 24.000 | 113.000 |
| 19   | Olympique Lyonnais     | 22.000 | 14.000 | 17.000 | 23.000 | -      | 76.000  |
| 40   | AS Monaco              | 25.000 | 6.000  | 5.000  | -      | -      | 36.000  |
| 57   | Olympique de Marseille | -      | 19.000 | 3.000  | -      | 6.000  | 28.000  |
| 87   | Stade rennais FC       | -      | -      | 11.000 | 3.000  | 5.000  | 19.000  |
| 109  | LOSC Lille             | 1.000  | -      | -      | 5.000  | 8.000  | 14.000  |
| 117  | OGC Nice               | 4.000  | 6.000  | -      | -      | 3.000  | 13.000  |
| 118  | AS Saint-Étienne       | 9.000  | -      | -      | 4.000  | -      | 13.000  |
| 121  | Stade de Reims         | -      | -      | -      | -      | 2.000  | 2.000   |
| 122  | RC Strasbourg          | -      | -      | -      | 2.500  | -      | 2.,500  |
| 123  | Girondins de Bordeaux  | -      | 1.000  | 5.000  | -      | -      | 6.000   |

| Rang | Club                   | 15/16  | 16/17  | 17/18  | 18/19  | 19/20  | Points  |
| 1    | Bayern Munich          | 29.000 | 22.000 | 29.000 | 20.000 | 36.000 | 136.000 |
| 7    | Paris Saint-Germain    | 7.000  | 22.000 | 14.00  | 17.000 | 23.000 | 83.000  |
| 15   | Olympique Lyonnais     | 7.000  | 22.000 | 14.000 | 17.000 | 23.000 | 83.000  |
| 39   | AS Monaco              | 5.000  | 25.000 | 6.000  | 5.000  | -      | 41.000  |
| 53   | Olympique de Marseille | 9.000  | -      | 19.000 | 3.000  | -      | 31.000  |
| 68   | AS Saint-Étienne       | 9.000  | 9.000  | -      | -      | 4.000  | 22.000  |
| 107  | Stade rennais FC       | -      | -      | -      | 11.000 | 3.000  | 14.000  |
| 117  | LOSC Lille             | -      | 1.000  | -      | -      | 5.000  | 6.000   |
| 118  | RC Strasbourg          | -      | -      | -      | -      | 2.500  | 2.500   |
| 119  | Girondins de Bordeaux  | 4.000  | -      | 1.000  | 5.000  | -      | 10.000  |
| 120  | OGC Nice               | -      | 4.000  | 6.000  | -      | -      | 10.000  |

| Rang | Club                   | 14/15  | 15/16  | 16/17  | 17/18  | 18/19  | Points  |
| 1    | Real Madrid            | 29.000 | 33.000 | 33.000 | 32.000 | 19.000 | 146.000 |
| 8    | Paris Saint-Germain    | 21.000 | 24.000 | 20.000 | 19.000 | 19.000 | 103.000 |
| 26   | AS Monaco              | 21.000 | 5.000  | 25.000 | 6.000  | 5.000  | 62.000  |
| 27   | Olympique Lyonnais     | 1.500  | 7.000  | 22.000 | 14.000 | 17.000 | 61.500  |
| 49   | Olympique de Marseille | -      | 9.000  | -      | 19.000 | 3.000  | 31.000  |
| 67   | AS Saint-Étienne       | 5.000  | 9.000  | 9.000  | -      | -      | 23.000  |
| 111  | Stade rennais FC       | -      | -      | -      | -      | 11.000 | 11.000  |
| 112  | Girondins de Bordeaux  | -      | 4.000  | -      | 1.000  | 5.000  | 10.000  |
| 113  | OGC Nice               | -      | -      | 4.000  | 6.000  | -      | 10.000  |
| 114  | LOSC Lille             | 4.000  | -      | 1.000  | -      | -      | 5.000   |
| 115  | EA Guingamp            | 9.000  | -      | -      | -      | -      | 9.000   |

| Rang | Club                   | 13/14  | 14/15  | 15/16  | 16/17  | 17/18  | Points  |
| 1    | Real Madrid            | 35.000 | 29.000 | 33.000 | 33.000 | 32.000 | 162.000 |
| 7    | Paris Saint-Germain    | 25.000 | 21.000 | 24.000 | 20.000 | 19.000 | 109.000 |
| 25   | Olympique Lyonnais     | 15.000 | 1.500  | 7.000  | 22.000 | 14.000 | 59.500  |
| 27   | AS Monaco              | -      | 21.000 | 5.000  | 25.000 | 6.000  | 57.000  |
| 46   | Olympique de Marseille | 4.000  | -      | 9.000  | -      | 19.000 | 32.000  |
| 60   | AS Saint-Étienne       | 1.500  | 5.000  | 9.000  | 9.000  | -      | 24.500  |
| 113  | OGC Nice               | 1.500  | -      | -      | 4.000  | 6.000  | 11.500  |
| 115  | Girondins de Bordeaux  | 2.000  | -      | 4.000  | -      | 1.000  | 7.000   |
| 116  | LOSC Lille             | -      | 4.000  | -      | 1.000  | -      | 5.000   |
| 117  | EA Guingamp            | -      | 9.000  | -      | -      | -      | 9.000   |

| Rang | Club                   | 12/13  | 13/14  | 14/15  | 15/16  | 16/17  | Points  |
| 1    | Real Madrid            | 26,000 | 35,000 | 29,000 | 33,000 | 33,000 | 156,000 |
| 6    | Paris Saint-Germain    | 25,000 | 25,000 | 21,000 | 24,000 | 20,000 | 115,000 |
| 23   | Olympique Lyonnais     | 12,000 | 15,000 | 1,500  | 7,000  | 22,000 | 57,500  |
| 29   | AS Monaco              | -      | -      | 21,000 | 5,000  | 25,000 | 51,000  |
| 58   | AS Saint-Étienne       | -      | 1,500  | 5,000  | 9,000  | 9,000  | 24,500  |
| 70   | Girondins de Bordeaux  | 12,000 | 2,000  | -      | 4,000  | -      | 18,000  |
| 75   | Olympique de Marseille | 4,000  | 4,000  | -      | 9,000  | -      | 17,000  |
| 92   | LOSC Lille             | 6,000  | -      | 4,000  | -      | 1,000  | 11,000  |
| 99   | EA Guingamp            | -      | -      | 9,000  | -      | -      | 9,000   |
| 110  | Montpellier HSC        | 6,000  | -      | -      | -      | -      | 6,000   |
| 117  | OGC Nice               | -      | 1,500  | -      | -      | 4,000  | 5,500   |

| Rang | Club                   | 11/12  | 12/13  | 13/14  | 14/15  | 15/16  | Points  |
| 1    | Real Madrid            | 32.000 | 26.000 | 35.000 | 29.000 | 33.000 | 155.000 |
| 7    | Paris Saint-Germain    | 7.000  | 25.000 | 25.000 | 21.000 | 24.000 | 102.000 |
| 28   | Olympique Lyonnais     | 17.000 | 12.000 | 15.000 | 1.500  | 7.000  | 52.500  |
| 42   | Olympique de Marseille | 19.000 | 4.000  | 4.000  | -      | 9.000  | 36.000  |
| 58   | AS Monaco              | -      | -      | -      | 21.000 | 5.000  | 26.000  |
| 70   | LOSC Lille             | 9.000  | 6.000  | -      | 6.000  | -      | 19.000  |
| 72   | Girondins de Bordeaux  | -      | 12.000 | 2.000  | -      | 4.000  | 18.000  |
| 81   | AS Saint-Étienne       | -      | -      | 1.500  | 5.000  | 9.000  | 15.500  |
| 99   | EA Guingamp            | -      | -      | -      | 9.000  | -      | 9.000   |
| 114  | Montpellier HSC        | -      | 6.000  | -      | -      | -      | 6.000   |
| 133  | Stade rennais FC       | 3.000  | -      | -      | -      | -      | 3.000   |
| 139  | OGC Nice               | -      | -      | 1.500  | -      | -      | 1.500   |
| 140  | FC Sochaux-Montbéliard | 1.500  | -      | -      | -      | -      | 1.500   |

| Rang | Club                   | 10/11  | 11/12  | 12/13  | 13/14  | 14/15  | Points  |
| 1    | Real Madrid            | 30.000 | 32.000 | 26.000 | 35.000 | 29.000 | 152.000 |
| 11   | Paris Saint-Germain    | 12.000 | 7.000  | 25.000 | 25.000 | 21.000 | 90.000  |
| 25   | Olympique Lyonnais     | 17.000 | 17.000 | 12.000 | 15.000 | 1.500  | 62.500  |
| 35   | Olympique de Marseille | 18.000 | 19.000 | 4.000  | 4.000  | -      | 45.000  |
| 60   | LOSC Lille             | 7.000  | 9.000  | 6.000  | -      | 4.000  | 26.000  |
| 68   | AS Monaco              | -      | -      | -      | -      | 21.000 | 21.000  |
| 85   | Girondins de Bordeaux  | -      | -      | 12.000 | 2.000  | -      | 14.000  |
| 101  | EA Guingamp            | -      | -      | -      | -      | 9.000  | 9.000   |
| 111  | Montpellier HSC        | 1.000  | -      | 6.000  | -      | -      | 7.000   |
| 114  | AS Saint-Étienne       | -      | -      | -      | 1.500  | 5.000  | 6.500   |
| 116  | AJ Auxerre             | 6.000  | -      | -      | -      | -      | 6.000   |
| 133  | Stade rennais FC       | -      | 3.000  | -      | -      | -      | 3.000   |
| 144  | OGC Nice               | -      | -      | -      | 1.500  | -      | 1.500   |
| 145  | FC Sochaux-Montbéliard | -      | 1.500  | -      | -      | -      | 1.500   |

| Rang | Club                   | 09/10  | 10/11  | 11/12  | 12/13  | 13/14  | Points  |
| 1    | Real Madrid            | 19.000 | 30.000 | 32.000 | 26.000 | 35.000 | 142.000 |
| 12   | Olympique lyonnais     | 25.000 | 17.000 | 17.000 | 12.000 | 15.000 | 86.000  |
| 17   | Paris Saint-Germain    | -      | 12.000 | 7.000  | 25.000 | 25.000 | 69.000  |
| 25   | Olympique de Marseille | 14.000 | 18.000 | 19.000 | 4.000  | 4.000  | 59.000  |
| 42   | Girondins de Bordeaux  | 27.000 | -      | -      | 12.000 | 2.000  | 41.000  |
| 49   | LOSC Lille             | 12,000 | 7.000  | 9.000  | 6.000  | -      | 34.000  |
| 103  | Montpellier HSC        | -      | 1.000  | -      | 6.000  | -      | 7.000   |
| 110  | AJ Auxerre             | -      | 6.000  | -      | -      | -      | 6.000   |
| 119  | Toulouse FC            | 5.000  | -      | -      | -      | -      | 5.000   |
| 130  | Stade rennais FC       | -      | -      | 3.000  | -      | -      | 3.000   |
| 138  | AS Saint-Étienne       | -      | -      | -      | -      | 1.500  | 1.500   |
| 138  | OGC Nice               | -      | -      | -      | -      | 1.500  | 1.500   |
| 140  | FC Sochaux-Montbéliard | -      | -      | 1.500  | -      | -      | 1.500   |
| 141  | EA Guingamp            | 1.500  | -      | -      | -      | -      | 1.500   |

| Rang | Club                   | 08/09  | 09/10  | 10/11  | 11/12  | 12/13  | Points  |
| 1    | FC Barcelone           | 26.000 | 27.000 | 33.000 | 30.000 | 24.000 | 140.000 |
| 12   | Olympique lyonnais     | 13.000 | 25.000 | 17.000 | 17.000 | 12.000 | 84.000  |
| 16   | Olympique de Marseille | 12.000 | 14.000 | 18.000 | 19.000 | 4.000  | 67.000  |
| 19   | Paris Saint-Germain    | 16.000 | -      | 12.000 | 7.000  | 25.000 | 60.000  |
| 34   | Girondins de Bordeaux  | 9.000  | 27.000 | -      | -      | 12.000 | 48.000  |
| 49   | LOSC Lille             | -      | 12.000 | 7.000  | 9.000  | 6.000  | 34.000  |
| 78   | AS Saint-Étienne       | 15.000 | -      | -      | -      | -      | 15.000  |
| 99   | Montpellier HSC        | -      | -      | 1.000  | -      | 6,000  | 7.000   |
| 100  | AS Nancy-Lorraine      | 7.000  | -      | -      | -      | -      | 7.000   |
| 103  | AJ Auxerre             | -      | -      | 6.000  | -      | -      | 6.000   |
| 110  | Stade rennais FC       | 2.000  | -      | -      | 3.000  | -      | 5.000   |
| 112  | Toulouse FC            | -      | 5.000  | -      | -      | -      | 5.000   |
| 131  | FC Sochaux-Montbéliard | -      | -      | -      | 1.500  | -      | 1.500   |
| 132  | EA Guingamp            | -      | 1.500  | -      | -      | -      | 1.500   |

| Rang | Club                   | 07/08  | 08/09  | 09/10  | 10/11  | 11/12  | Points  |
| 1    | FC Barcelone           | 25.000 | 26.000 | 27.000 | 33.000 | 30.000 | 141.000 |
| 10   | Olympique lyonnais     | 12.000 | 13.000 | 25.000 | 17.000 | 17.000 | 84.000  |
| 15   | Olympique de Marseille | 12.000 | 12.000 | 14.000 | 18.000 | 19.000 | 75.000  |
| 34   | Girondins de Bordeaux  | 12.000 | 9.000  | 27.000 | -      | -      | 48.000  |
| 48   | Paris Saint-Germain    | -      | 16.000 | -      | 12.000 | 7.000  | 35.000  |
| 59   | LOSC Lille             | -      | -      | 12.000 | 7.000  | 9.000  | 28.000  |
| 77   | AS Saint-Étienne       | -      | 15.000 | -      | -      | -      | 15.000  |
| 95   | Stade rennais FC       | 4.000  | 2.000  | -      | -      | 3.000  | 9.000   |
| 96   | Toulouse FC            | 4.000  | -      | 5.000  | -      | -      | 9.000   |
| 102  | AS Nancy-Lorraine      | -      | 7.000  | -      | -      | -      | 7.000   |
| 106  | AJ Auxerre             | -      | -      | -      | 6.000  | -      | 6.000   |
| 116  | FC Sochaux-Montbéliard | 2.000  | -      | -      | -      | 1.500  | 3.500   |
| 135  | EA Guingamp            | -      | -      | 1.500  | -      | -      | 1.500   |
| 140  | Montpellier HSC        | -      | -      | -      | 1.000  | -      | 1.000   |
| 141  | RC Lens                | 1.000  | -      | -      | -      | -      | 1.000   |

| Rang | Club                   | 06/07  | 07/08  | 08/09  | 09/10  | 10/11  | Points  |
| 1    | Manchester United      | 22.000 | 29.000 | 25.000 | 25.000 | 33.000 | 134.000 |
| 13   | Olympique lyonnais     | 15.000 | 12.000 | 13.000 | 25.000 | 17.000 | 82.000  |
| 24   | Olympique de Marseille | 2.000  | 12.000 | 12.000 | 14.000 | 18.000 | 58.000  |
| 26   | Girondins de Bordeaux  | 9.000  | 12.000 | 9.000  | 27.000 | -      | 57.000  |
| 38   | Paris Saint-Germain    | 13.000 | -      | 16.000 | -      | 12.000 | 41.000  |
| 50   | LOSC Lille             | 11.000 | -      | -      | 12.000 | 7.000  | 30.000  |
| 75   | AS Saint-Étienne       | -      | -      | 15.000 | -      | -      | 15.000  |
| 76   | AS Nancy-Lorraine      | 8.000  | -      | 7.000  | -      | -      | 15.000  |
| 81   | AJ Auxerre             | 7.000  | -      | -      | -      | 6.000  | 13.000  |
| 87   | RC Lens                | 11.000 | 1.000  | -      | -      | -      | 12.000  |
| 100  | Toulouse FC            | -      | 4.000  | -      | 5.000  | -      | 9.000   |
| 112  | Stade rennais FC       | -      | 4.000  | 2.000  | -      | -      | 6.000   |
| 128  | FC Sochaux-Montbéliard | -      | 2.000  | -      | -      | -      | 2.000   |
| 133  | EA Guingamp            | -      | -      | -      | 1.500  | -      | 1.500   |
| 140  | Montpellier HSC        | -      | -      | -      | -      | 1.000  | 1.000   |

| Rang | Club                   | 05/06  | 06/07  | 07/08  | 08/09  | 09/10  | Points  |
| 1    | FC Barcelone           | 29.000 | 14.000 | 25.000 | 26.000 | 27.000 | 121.000 |
| 10   | Olympique lyonnais     | 21.000 | 15.000 | 12.000 | 13.000 | 25.000 | 86.000  |
| 19   | Girondins de Bordeaux  | -      | 9.000  | 12.000 | 9.000  | 27.000 | 57.000  |
| 25   | Olympique de Marseille | 12.000 | 2.000  | 12.000 | 12.000 | 14.000 | 52.000  |
| 41   | LOSC Lille             | 13.000 | 11.000 | -      | -      | 12.000 | 36.000  |
| 47   | Paris Saint-Germain    | -      | 13.000 | -      | 16.000 | -      | 29.000  |
| 66   | RC Lens                | 10.000 | 11.000 | 1.000  | -      | -      | 22.000  |
| 80   | AS Saint-Étienne       | -      | -      | -      | 15.000 | -      | 15.000  |
| 81   | AS Nancy-Lorraine      | -      | 8.000  | -      | 7.000  | -      | 15.000  |
| 86   | RC Strasbourg          | 14.000 | -      | -      | -      | -      | 14.000  |
| 95   | AS Monaco              | 11.000 | -      | -      | -      | -      | 11.000  |
| 101  | Toulouse FC            | -      | -      | 4.000  | -      | 5.000  | 9.000   |
| 102  | Stade rennais FC       | 3.000  | -      | 4.000  | 2.000  | -      | 9.000   |
| 103  | AJ Auxerre             | 2.000  | 7.000  | -      | -      | -      | 9.000   |
| 133  | FC Sochaux-Montbéliard | -      | -      | 2.000  | -      | -      | 2.000   |
| 135  | EA Guingamp            | -      | -      | -      | -      | 1.500  | 1.500   |

| Rang | Club                   | 04/05  | 05/06  | 06/07  | 07/08  | 08/09  | Points  |
| 1    | FC Barcelona           | 13.000 | 29.000 | 14.000 | 25.000 | 26.000 | 107.000 |
| 10   | Olympique lyonnais     | 20.000 | 21.000 | 15.000 | 12.000 | 13.000 | 81.000  |
| 39   | Olympique de Marseille | -      | 12.000 | 2.000  | 12.000 | 12.000 | 38.000  |
| 40   | LOSC Lille             | 13.000 | 13.000 | 11.000 | -      | -      | 37.000  |
| 42   | Paris Saint-Germain    | 7.000  | -      | 13.000 | -      | 16.000 | 36.000  |
| 49   | Girondins de Bordeaux  | -      | -      | 9.000  | 12.000 | 9.000  | 30.000  |
| 56   | AJ Auxerre             | 16.000 | 2.000  | 7.000  | -      | -      | 25.000  |
| 61   | AS Monaco              | 12.000 | 11.000 | -      | -      | -      | 23.000  |
| 66   | RC Lens                | -      | 10.000 | 11.000 | 1.000  | -      | 22.000  |
| 84   | AS Saint-Étienne       | -      | -      | -      | -      | 15.000 | 15.000  |
| 85   | AS Nancy-Lorraine      | -      | -      | 8.000  | -      | 7.000  | 15.000  |
| 90   | RC Strasbourg          | -      | 14.000 | -      | -      | -      | 14.000  |
| 95   | FC Sochaux-Montbéliard | 10.000 | -      | -      | 2.000  | -      | 12.000  |
| 102  | Stade rennais FC       | -      | 3.000  | -      | 4.000  | 2.000  | 9.000   |
| 118  | Toulouse FC            | -      | -      | -      | 4.000  | -      | 4.000   |
| 147  | LB Châteauroux         | 0.000  | -      | -      | -      | -      | 0.000   |

| Rang | Club                   | 03/04  | 04/05  | 05/06  | 06/07  | 07/08  | Points  |
| 1    | Chelsea FC             | 19.000 | 20.000 | 13.000 | 23.000 | 25.000 | 100.000 |
| 8    | Olympique lyonnais     | 14.000 | 20.000 | 21.000 | 15.000 | 12.000 | 82.000  |
| 25   | Olympique de Marseille | 20.000 | -      | 12.000 | 2.000  | 12.000 | 46.000  |
| 30   | AS Monaco              | 19.000 | 12.000 | 11.000 | -      | -      | 42.000  |
| 35   | LOSC Lille             | -      | 13.000 | 13.000 | 11.000 | -      | 37.000  |
| 36   | AJ Auxerre             | 11.000 | 16.000 | 2.000  | 7.000  | -      | 36.000  |
| 38   | Girondins de Bordeaux  | 14.000 | -      | -      | 9.000  | 12.000 | 35.000  |
| 52   | RC Lens                | 4.000  | -      | 10.000 | 11.000 | 1.000  | 26.000  |
| 65   | FC Sochaux-Montbéliard | 9.000  | 10.000 | -      | -      | 2.000  | 21.000  |
| 66   | Paris Saint-Germain    | -      | 7.000  | -      | 13.000 | -      | 20.000  |
| 85   | RC Strasbourg          | -      | -      | 14.000 | -      | -      | 14.000  |
| 95   | AS Nancy-Lorraine      | -      | -      | -      | 8.000  | -      | 8.000   |
| 98   | Stade rennais FC       | -      | -      | 3.000  | -      | 4.000  | 7.000   |
| 108  | Toulouse FC            | -      | -      | -      | -      | 4.000  | 4.000   |
| 124  | LB Châteauroux         | -      | 0.000  | -      | -      | -      | 0.000   |

| Rang | Club                   | 02/03  | 03/04  | 04/05  | 05/06  | 06/07  | Points  |
| 1    | AC Milan               | 26.000 | 14.000 | 27.000 | 21.000 | 24.000 | 112.000 |
| 10   | Olympique lyonnais     | 8.000  | 14.000 | 20.000 | 21.000 | 15.000 | 78.000  |
| 26   | AJ Auxerre             | 8.000  | 11.000 | 16.000 | 2.000  | 7.000  | 44.000  |
| 29   | AS Monaco              | -      | 19.000 | 12.000 | 11.000 | -      | 42.000  |
| 35   | LOSC Lille             | -      | -      | 13.000 | 13.000 | 11.000 | 37.000  |
| 39   | RC Lens                | 9.000  | 4.000  | -      | 10.000 | 11.000 | 34.000  |
| 40   | Olympique de Marseille | -      | 20.000 | -      | 12.000 | 2.000  | 34.000  |
| 42   | Girondins de Bordeaux  | 9.000  | 14.000 | -      | -      | 9.000  | 32.000  |
| 43   | Paris Saint-Germain    | 10.000 | -      | 7.000  | -      | 13.000 | 30.000  |
| 67   | FC Sochaux-Montbéliard | -      | 9.000  | 10.000 | -      | -      | 19.000  |
| 79   | RC Strasbourg          | -      | -      | -      | 14.000 | -      | 14.000  |
| 98   | AS Nancy-Lorraine      | -      | -      | -      | -      | 8.000  | 8.000   |
| 109  | Stade rennais FC       | -      | -      | -      | 3.000  | -      | 3.000   |
| 114  | FC Lorient             | 2.000  | -      | -      | -      | -      | 2.000   |
| 124  | LB Châteauroux         | -      | -      | 0.000  | -      | -      | 0.000   |

| Rang | Club                   | 01/02  | 02/03  | 03/04  | 04/05  | 05/06  | Points  |
| 1    | AC Milan               | 19.000 | 26.000 | 14.000 | 27.000 | 21.000 | 107.000 |
| 10   | Olympique lyonnais     | 10.000 | 8.000  | 14.000 | 20.000 | 21.000 | 73.000  |
| 26   | AS Monaco              | -      | -      | 19.000 | 12.000 | 11.000 | 42.000  |
| 30   | LOSC Lille             | 12,000 | -      | -      | 13.000 | 13.000 | 38.000  |
| 34   | AJ Auxerre             | -      | 8.000  | 11.000 | 16.000 | 2.000  | 37.000  |
| 38   | Olympique de Marseille | -      | -      | 20.000 | -      | 12.000 | 32.000  |
| 40   | Girondins de Bordeaux  | 8.000  | 9.000  | 14.000 | -      | -      | 31.000  |
| 51   | Paris Saint-Germain    | 8.000  | 10.000 | -      | 7.000  | -      | 25.000  |
| 56   | RC Lens                | -      | 9.000  | 4.000  | -      | 10.000 | 23.000  |
| 66   | FC Sochaux-Montbéliard | -      | -      | 9.000  | 10.000 | -      | 19.000  |
| 76   | RC Strasbourg          | 1.000  | -      | -      | -      | 14.000 | 15.000  |
| 91   | FC Nantes              | 11.000 | -      | -      | -      | -      | 11.000  |
| 113  | ES Troyes AC           | 4.000  | -      | -      | -      | -      | 4.000   |
| 119  | Stade rennais FC       | -      | -      | -      | -      | 3.000  | 3.000   |
| 126  | FC Lorient             | -      | 2.000  | -      | -      | -      | 2.000   |
| 127  | CS Sedan-Ardennes      | 2.000  | -      | -      | -      | -      | 2.000   |
| 138  | LB Châteauroux         | -      | -      | -      | 0.000  | -      | 0.000   |

| Rang | Club                   | 00/01  | 01/02  | 02/03  | 03/04  | 04/05  | Points  |
| 1    | Real Madrid            | 23.000 | 31.000 | 22.000 | 17.000 | 14.000 | 107.000 |
| 14   | Olympique lyonnais     | 13.000 | 10.000 | 8.000  | 14.000 | 20.000 | 65.000  |
| 29   | Girondins de Bordeaux  | 9.000  | 8.000  | 9.000  | 14.000 | -      | 40.000  |
| 31   | AS Monaco              | 6,000  | -      | -      | 19.000 | 12.000 | 37.000  |
| 32   | Paris Saint-Germain    | 12.000 | 8.000  | 10.000 | -      | 7.000  | 37.000  |
| 34   | AJ Auxerre             | -      | -      | 8.000  | 11.000 | 16.000 | 35.000  |
| 46   | LOSC Lille             | -      | 12.000 | -      | -      | 13.000 | 25.000  |
| 47   | FC Nantes              | 14.000 | 11.000 | -      | -      | -      | 25.000  |
| 60   | Olympique de Marseille | -      | -      | -      | 20.000 | -      | 20.000  |
| 62   | FC Sochaux-Montbéliard | -      | -      | -      | 9.000  | 10.000 | 19.000  |
| 78   | RC Lens                | -      | -      | 9.000  | 4.000  | -      | 13.000  |
| 110  | ES Troyes AC           | -      | 4.000  | -      | -      | -      | 4.000   |
| 126  | FC Lorient             | -      | -      | 2.000  | -      | -      | 2.000   |
| 127  | CS Sedan-Ardennes      | -      | 2.000  | -      | -      | -      | 2.,000  |
| 132  | RC Strasbourg          | -      | 1.000  | -      | -      | -      | 1.000   |
| 133  | FC Gueugnon            | 1.000  | -      | -      | -      | -      | 1.000   |
| 139  | LB Châteauroux         | -      | -      | -      | -      | 0.000  | 0.000   |